# Sommet de l'OTAN de 2018
Pour un article plus général, voir Sommet de l'OTAN.
Le sommet de l'OTAN Bruxelles 2018 est le 26e sommet de l'OTAN, conférence diplomatique réunissant dans la ville de Bruxelles en Belgique, les 11 et 12 juillet 2018, les chefs d'État et de gouvernement des pays membres de l'Organisation du traité de l'Atlantique nord et des alliés de l'organisation.
Ce sommet succède au 25e sommet de l'OTAN à Varsovie en 2016 et à la réunion des chefs d'État et de gouvernement qui s'est tenue le 25 mai 2017 à l'occasion de l'inauguration du nouveau siège de l'OTAN.

## Contexte et déroulement du sommet

### Le partage de l'effort de défense
| Ètat        | PIB M$ 2010 | 2010   | 2014   | 2017   |
| ----------- | ----------- | ------ | ------ | ------ |
| États-Unis  | 14 964      | 4,81 % | 3,78 % | 3,58 % |
| OTAN Europe | 16 821      | 1,63 % | 1,45 % | 1,47 % |
| Allemagne   | 3 417       | 1,35 % | 1,19 % | 1,22 % |
| Espagne     | 1 432       | 1,03 % | 0,92 % | 0,92 % |
| France      | 2 647       | 1,96 % | 1,82 % | 1,79 % |
| Italie      | 2 125       | 1,35 % | 1,08 % | 1,13 % |
| Royaume-Uni | 2 429       | 2,48 % | 2,19 % | 2,14 % |
| Turquie     | 772         | 1,83 % | 1,45 % | 1,52 % |

Conformément à la tradition consensuelle qui préside le plus souvent aux sommets de l'OTAN, des déclarations communes ont été préparées par toutes les délégations préalablement à la tenue de ce sommet. Pourtant le président américain met la pression sur ses alliés européens en faisant parvenir le 19 juin une lettre à neuf d'entre eux dans laquelle il exige qu'ils consacrent davantage de moyens à leur défense et affirme qu'il est « de plus en plus difficile de justifier devant les citoyens américains que certains pays continuent d’échouer à remplir nos engagements partagés de sécurité collective ». L'effort de défense devient le sujet central de ce sommet au détriment des autres enjeux comme la posture d'équilibre vis-à-vis de la Russie ou la Turquie, membre de l'OTAN depuis 1952, mais avec laquelle les relations se sont tendues.
Donald Trump s'appuie sur l'engagement pris par les États membres de l'OTAN lors de leur sommet de 2014 à Newport de consacrer au moins 2% de leur PIB au budget de la Défense, dont 20% minimum à l'investissement dans des équipements neufs. Cet objectif doit être atteint dans les dix ans, soit d'ici 2024, pour les États en deçà de ce double seuil. Selon les déclarations de Jens Stoltenberg, le Secrétaire général de l'OTAN, qui s'efforce de mettre en avant les progrès réalisés depuis, « les dépenses des alliés ont augmenté en termes réels de 6 % en 2017 » et quatre États sont déjà à ce niveau – Etats-Unis, Royaume-Uni, Grèce et Estonie − et quatre autres – Lituanie, Lettonie, Pologne et Roumanie – le seront à la fin de l’année.
| 2011    | 2012    | 2013    | 2014    | 2015    | 2017    | 2017 e  | 2018 e  |
| ------- | ------- | ------- | ------- | ------- | ------- | ------- | ------- |
| -2,34 % | -2,46 % | -1,61 % | -0,98 % | +1,83 % | +3,14 % | +5,28 % | +3,78 % |

Durant le sommet, Donald Trump prend la parole pour dire que les États-Unis paient trop et les alliés européens paient peu, désignant explicitement les pays qui non seulement ne respectent pas l'objectif de 2% mais en sont très loin comme l'Allemagne, l'Espagne ou la Belgique, et que l'objectif de 2% doit être atteint « immédiatement, avant la fin de l'année » pour ensuite atteindre 4 % du PIB.

### L'Allemagne réticente à augmenter ses dépenses de défense
L'Allemagne est particulièrement visée par le Président américain : « Nous protégeons l’Allemagne, la France, … et un certain nombre de ces pays créent un pipeline avec la Russie. […] Nous devons les protéger contre la Russie, mais ils lui paient des milliards de dollars. Ce n’est pas vraiment juste. [...]. L’Allemagne aura automatiquement 70% de son gaz contrôlé par la Russie. Dites-moi : est-ce juste ? (…) Je pense que non. (…) Et pendant ce temps, l’Allemagne dépense à peine 1% de son PIB pour la défense tandis que les USA plus de 4% ».
Le non-interventionnisme est au cœur de la politique allemande de défense depuis les débuts de la République fédérale. La réticence à accroître les dépenses militaires est forte au sein de la population allemande : selon un sondage publié par Die Welt, seuls 15% des allemands seraient favorables à ce que l'Allemagne augmente ses dépenses militaires jusqu'au seuil de 2% du PIB, conformément aux règles de l'OTAN, pour 24% d'entre eux un seuil de 1.5% serait acceptable. Le gouvernement met aussi en avant que l'Allemagne consacre au développement et à l'aide humanitaire environ 0,70 % de son PIB, un effort plus important que beaucoup d'autres pays européens.

### La Turquie au sein de l'OTAN
La Turquie est membre de l'OTAN depuis 1952. Depuis deux ans, la politique menée par le président Recep Erdoğan en Syrie où l'armée turque combat les forces kurdes du PYD, alliées de la coalition internationale dans la lutte contre Daech, et avec la Russie dont il s'est rapproché et à laquelle il acquiert des systèmes antiaériens et antimissiles S-400, incompatibles avec les systèmes de l'OTAN, suscite de vives divergences de vues. Les Occidentaux et les Turcs demeurent cependant liés : les Américains ont besoin de disposer de bases militaires en Turquie et comptent sur son soutien face à l'Iran, et l'Union européenne a de son côté besoin de la coopération d'Ankara pour limiter les flux migratoires et conserver sur son sol des millions de réfugiés syriens.
Bien que ces questions soient peu évoquées durant le sommet en raison de la focalisation sur les questions budgétaires, la préparation du sommet s'est déroulée dans un climat plus serein, facilité par la réélection de Recep Erdoğan en juin 2018. Un diplomate européen de l'Alliance, cité par Le Figaro, estime que « finalement, l'OTAN est l'un des derniers liens qui raccrochent la Turquie à l'Occident [et] reste un pilier de leur politique de défense ».

### Le soutien final de Donald Trump à l'OTAN
Les Alliés européens sont cependant in fine un peu rassurés par les propos que Donald Trump tient en conclusion du sommet. Il déclare que l’OTAN « est bien plus forte » maintenant que chaque État membre « a convenu d’augmenter considérablement son engagement » et qu'il croit que « l’OTAN est très importante, probablement la plus grande [alliance] de tous les temps, mais [que] ce n’était pas juste d’attendre des États-Unis qu’ils paient une telle part des coûts ».

## Thèmes de discussion et décisions
Malgré les tensions résultant des prises de position tranchées du Président américain, le sommet débouche comme prévu sur un ensemble de décisions relatives à l'organisation de l'OTAN et au déploiement de ses moyens en Europe et en Irak.
Les principales positions et décisions prises lors du sommet sont regroupées dans la « Déclaration du sommet de Bruxelles publiée par les chefs d’État et de gouvernement participant à la réunion du Conseil de l’Atlantique Nord tenue à Bruxelles les 11 et 12 juillet 2018 » qui comporte soixante-dix-neuf points. Elle s'ouvre (Points 1 et 2) sur le traditionnel rappel des objectifs de l'OTAN qui reste « le fondement d’une défense collective solide et le forum transatlantique essentiel pour les consultations et la prise de décision en matière de sécurité entre Alliés » et sur une vision du contexte international de sécurité décrit comme « dangereux, imprévisible et fluctuant, marqué par des défis et des menaces persistants qui émanent de toutes les directions stratégiques, d'acteurs étatiques ou non étatiques, de forces militaires, et d'attaques terroristes, cyber ou hybrides. ». Les « actions agressives » de la Russie, « l'instabilité et les crises qui perdurent à travers le Moyen-Orient et l’Afrique du Nord » et « la prolifération des armes de destruction massive et des technologies avancées de missiles » sont citées comme les principales menaces auxquelles les États membres de l'OTAN sont confrontés.
La déclaration couvre les principaux aspects suivants :
- Partage plus équitable des charges (Point 3) : sur ce sujet qui a focalisé l'essentiel des échanges durant le sommet, la déclaration rappelle que les dépenses de défense hors États-Unis ont augmenté en valeur réelle chaque année depuis le sommet de Newport et que « les deux tiers [des Alliés] environ ont établi, au niveau national, des plans pour dépenser 2 % de leur produit intérieur brut dans le domaine de la défense d’ici à 2024 »[13]. Les ambitions affichées dans ce texte consensuel sont très en deçà des postures affichées par Donald Trump vis-à-vis des Alliés.
- Relations avec la Russie (Points 4 à 9) : en continuité avec les positions prises par l'OTAN lors des sommets de Newport et de Varsovie, la déclaration affirme que « les activités et les politiques récentes de la Russie ont fragilisé la stabilité et la sécurité, accru l'imprévisibilité et modifié l'environnement de sécurité » euro-atlantique[14]. Le texte réaffirme le soutien de l'OTAN « à l’intégrité territoriale et à la souveraineté de l'Ukraine, de la Géorgie et de la République de Moldova à l’intérieur de leurs frontières internationalement reconnues », et au maintien des sanctions. Le texte précise toutefois que l'OTAN demeure « ouvert à un dialogue périodique, ciblé et substantiel avec une Russie qui soit disposée à mener des échanges au sein du Conseil OTAN-Russie »[14].
- Posture générale et modernisation de l'Alliance (Points 10 à 32) : la posture générale de l'Alliance demeure inchangée depuis les deux sommets précédents, en ce que « même si une attention renouvelée a été accordée à la dissuasion et à la défense collective » depuis 2014, l'OTAN « conserve son aptitude à projeter la stabilité et à lutter contre le terrorisme »[15]. Cette posture, dite de « l'approche à 360 degrés de l'Alliance », implique de « maintenir toute la gamme des capacités nécessaires [...], en ayant recours le cas échéant à des approches multinationales et à des solutions novatrices »[16] pour assurer les « trois tâches fondamentales, à savoir la défense collective, la gestion de crise et la sécurité coopérative », y compris dans la lutte contre le terrorisme[15]. Les décisions validées durant le sommet mettent l'accent sur le renforcement de la disponibilité opérationnelle[17], l'adaptation de la structure de commandement de l'OTAN[17],[18] et la densification de la présence avancée des forces sur la frontière Est des Alliés[15],[19],[20].
- Renforcement de la dissuasion et de la défense (Points 33 à 50) : le texte rappelle que « la responsabilité première de l’Alliance est de protéger et de défendre le territoire et la population de ses pays membres contre une attaque, conformément à l’article 5 du traité de Washington »[21]. Pour ce faire de manière crédible, la posture de dissuasion et de défense collective de l'OTAN « continuer[a] de se baser sur une combinaison appropriée de capacités nucléaires, de capacités conventionnelles et de capacités de défense antimissile »[21]. Concernant la dissuasion nucléaire, la déclaration précise qu' « aussi longtemps qu’il y aura des armes nucléaires, l’OTAN restera une alliance nucléaire » et que « la défense antimissile peut venir compléter le rôle des armes nucléaires dans la dissuasion mais elle ne peut pas s’y substituer »[21]. En réponse aux critiques fortes de la Russie relatives au déploiement du système anti-missile (BMD) de l'OTAN, la déclaration réaffirme que « la BMD de l’OTAN n'est pas dirigée contre la Russie, et elle ne portera pas atteinte à la dissuasion stratégique russe. La BMD de l’OTAN est destinée à assurer la défense contre des menaces potentielles émanant de l’extérieur de la zone euro-atlantique »[21]. Concernant le traité sur les forces nucléaires à portée intermédiaire, l'OTAN réitère ses doutes quant à son respect par la Russie.
- Partenariats, projection de la stabilité et lutte contre le terrorisme (Points 51 à 67) : la déclaration liste les partenariats et coopérations que l'OTAN entretient avec de nombreux pays et organisations internationales. Le sommet valide le lancement d'une mission non combattante de formation en Iraq, destinée à « mettre en place des structures nationales de sécurité et des établissements de formation militaire professionnelle plus efficaces »[22]. Le processus d'adhésion de la Macédoine à l'OTAN est relancé à la suite de l'accord intervenu avec la Grèce sur le nom du pays[23],[22]. Concernant l'Ukraine, le texte prend acte du développement de sa coopération avec l'OTAN, sans pour autant ouvrir des perspectives d'adhésion.
- Renforcement du partenariat avec l'Union européenne (Points 18 et 68 à 73) : la déclaration fait une place importante à la relation avec « l’Union européenne [qui] demeure un partenaire unique et essentiel pour l'OTAN »[24], en soulignant les « résultats tangibles obtenus dans toute une série de domaines, dont la lutte contre les menaces hybrides, la coopération opérationnelle, notamment sur les questions maritimes, la cybersécurité et la cyberdéfense, les capacités de défense, l’industrie de défense et la recherche en matière de défense, les exercices, et le renforcement des capacités de défense et de sécurité ». Le texte prend note des « engagements des deux organisations en faveur d'une meilleure mobilité militaire »[25],[24].
- Valeurs partagées (Points 74 à 79) : la déclaration rappelle le soutien de l'OTAN à « la mise en application intégrale de la résolution 1325 du Conseil de sécurité de l'ONU et des résolutions suivantes ayant trait aux femmes, à la paix et à la sécurité »[26] à travers son plan d'action FPS. En matière de protection des enfants, le texte note que les troupes déployées dans des opérations et missions dirigées par l'OTAN ont pour instruction « de renforcer la mise en application de la résolution 1612 et des autres résolutions pertinentes du Conseil de sécurité de l'ONU »[26].

## Pays participants et représentants

### OTAN et États membres

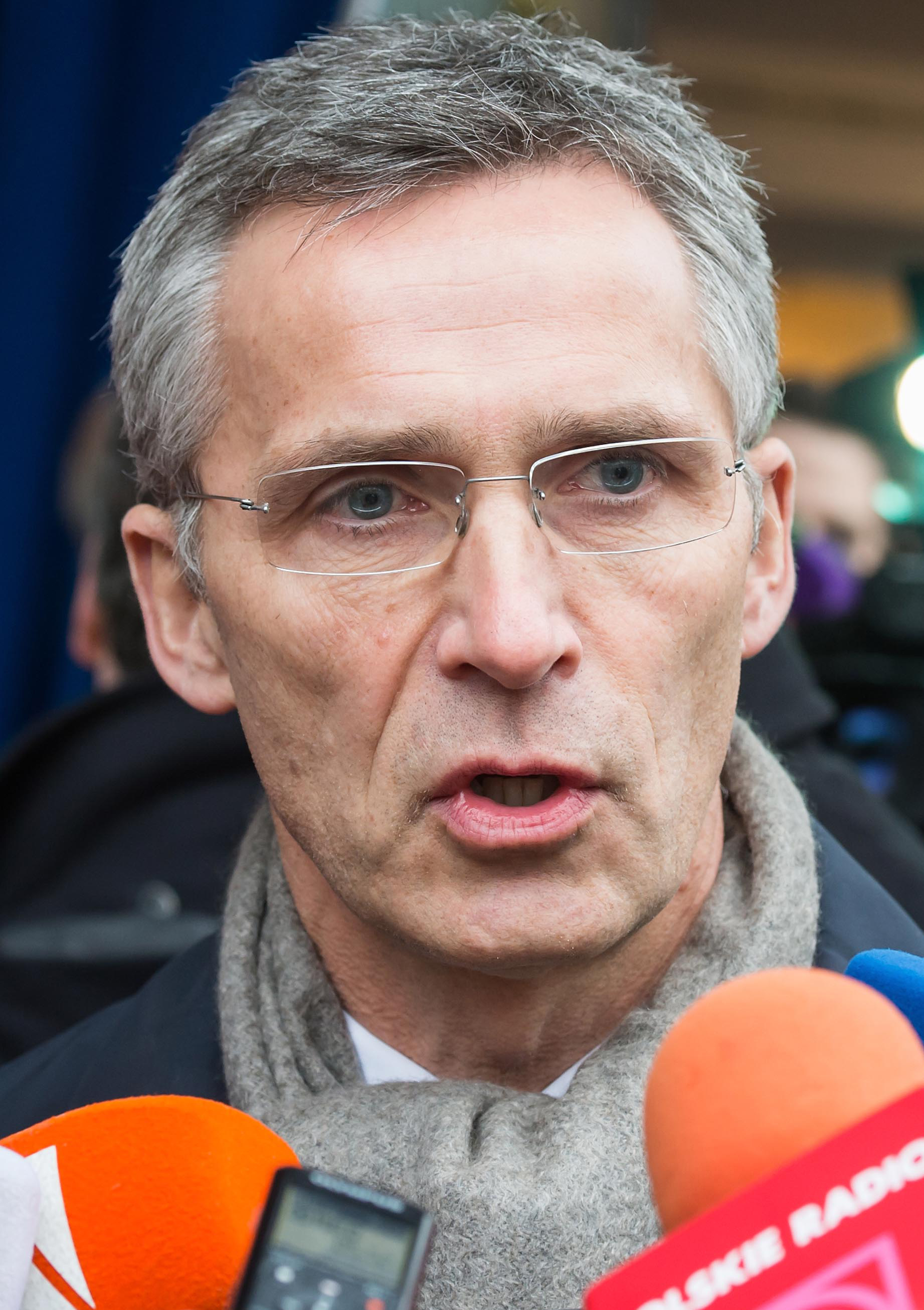
OTAN Jens Stoltenberg, Secrétaire général
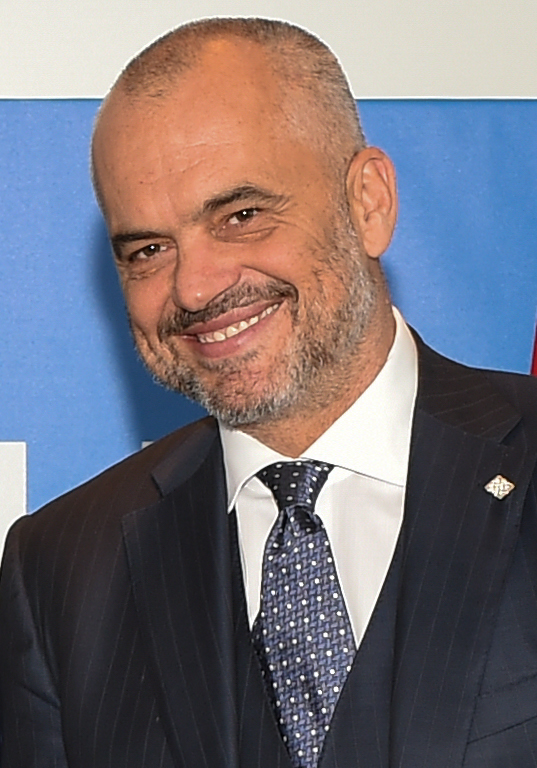
Albanie Edi Rama, Premier ministre
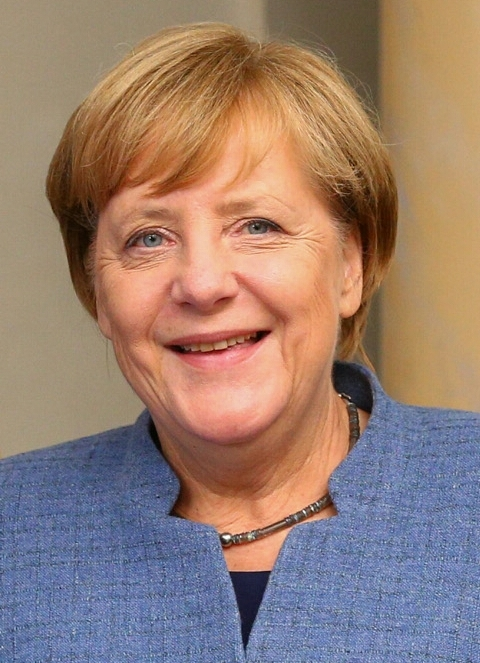
Allemagne Angela Merkel, chancelière fédérale
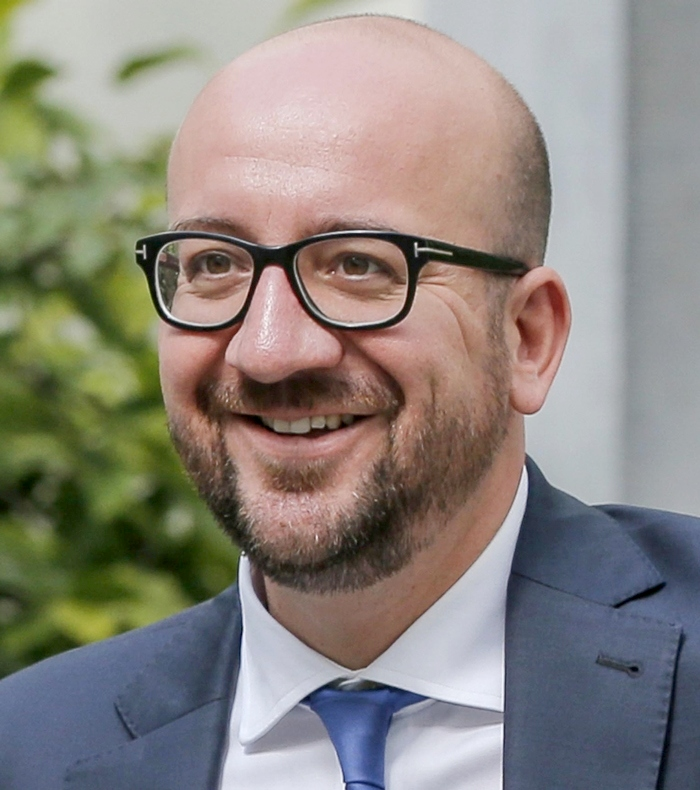
Belgique Charles Michel, Premier ministre
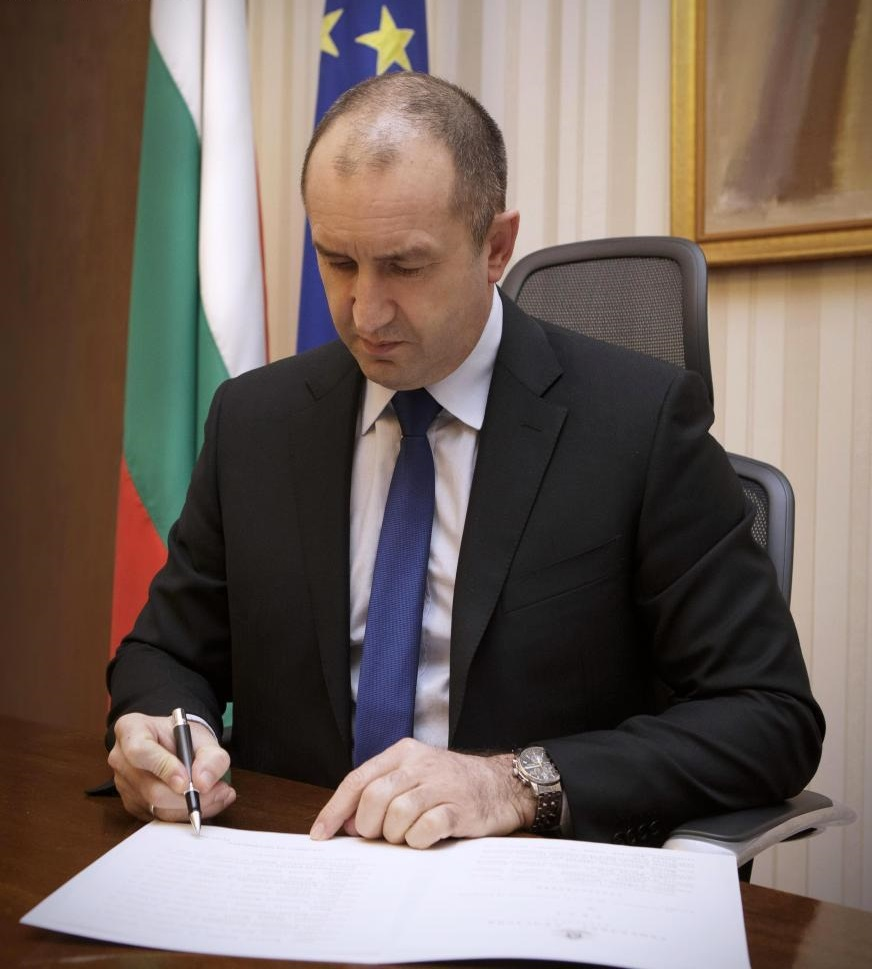
Bulgarie Roumen Radev, Président
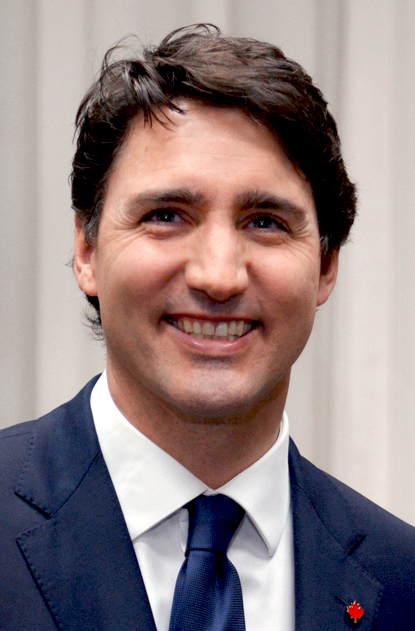
Canada Justin Trudeau, Premier ministre
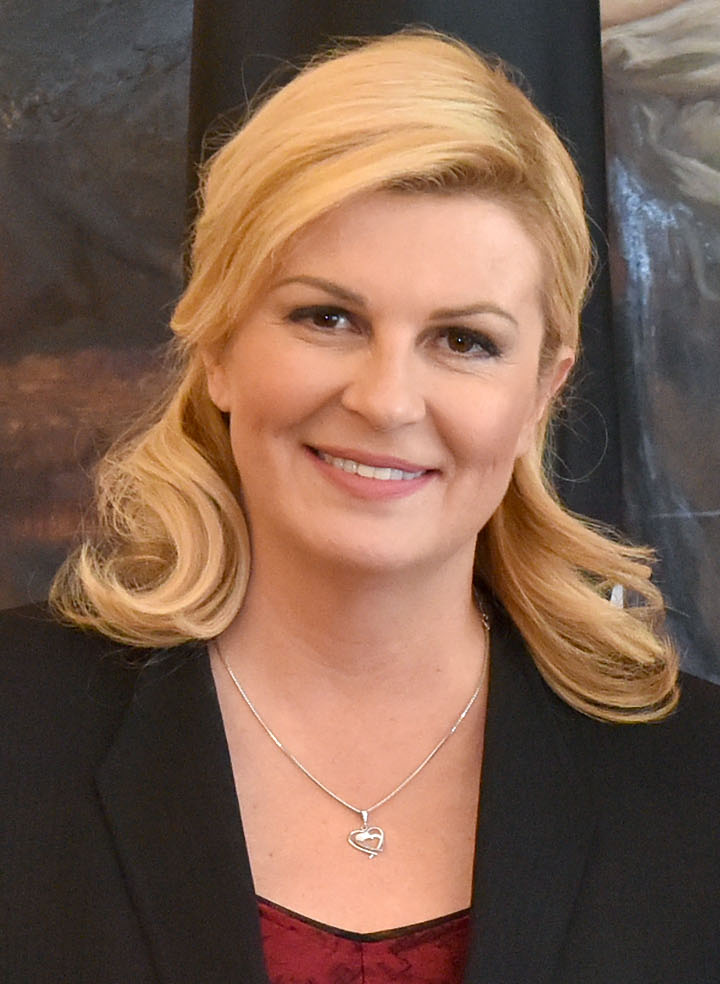
Croatie Kolinda Grabar-Kitarović, Présidente
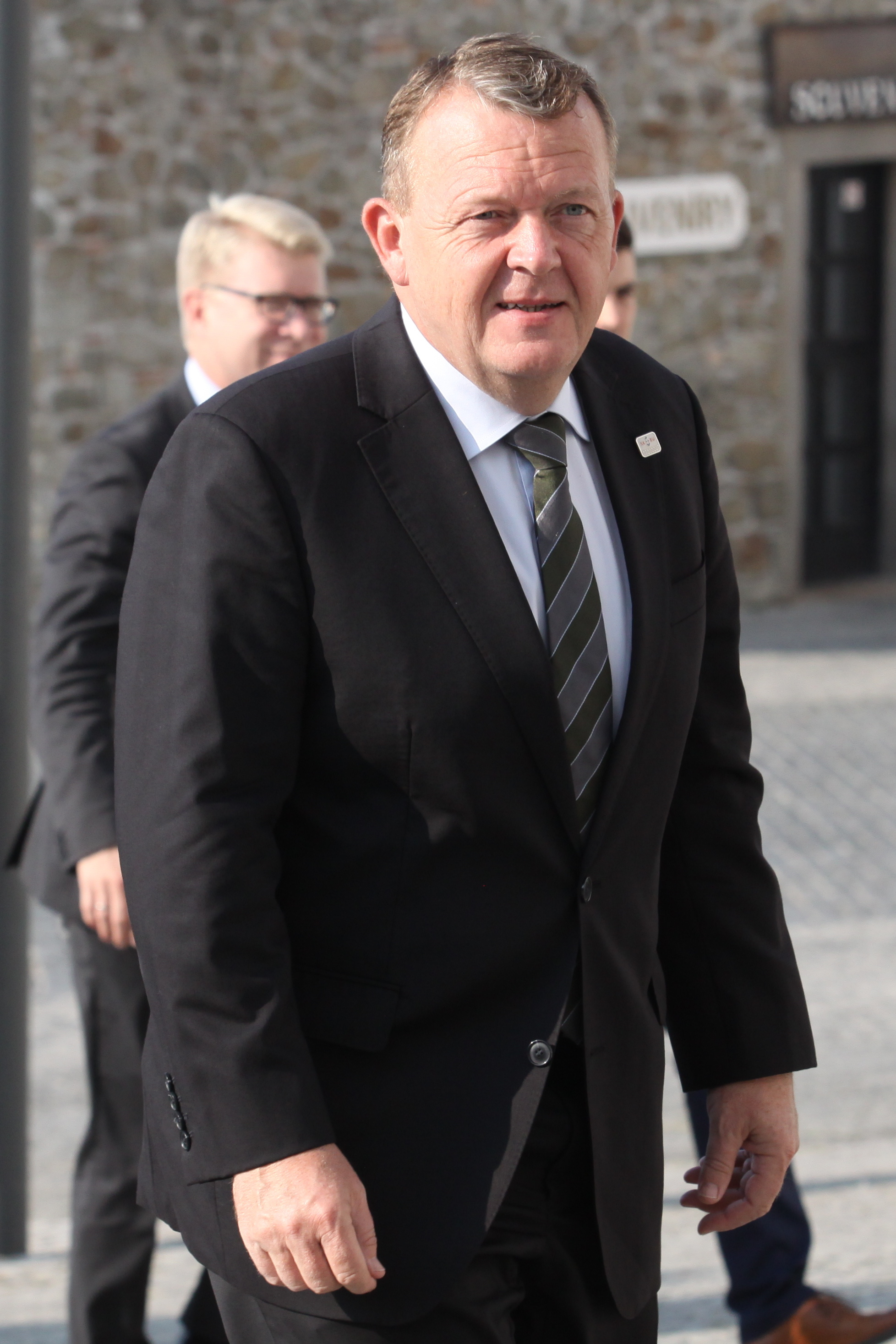
Danemark Lars Løkke Rasmussen, Premier ministre
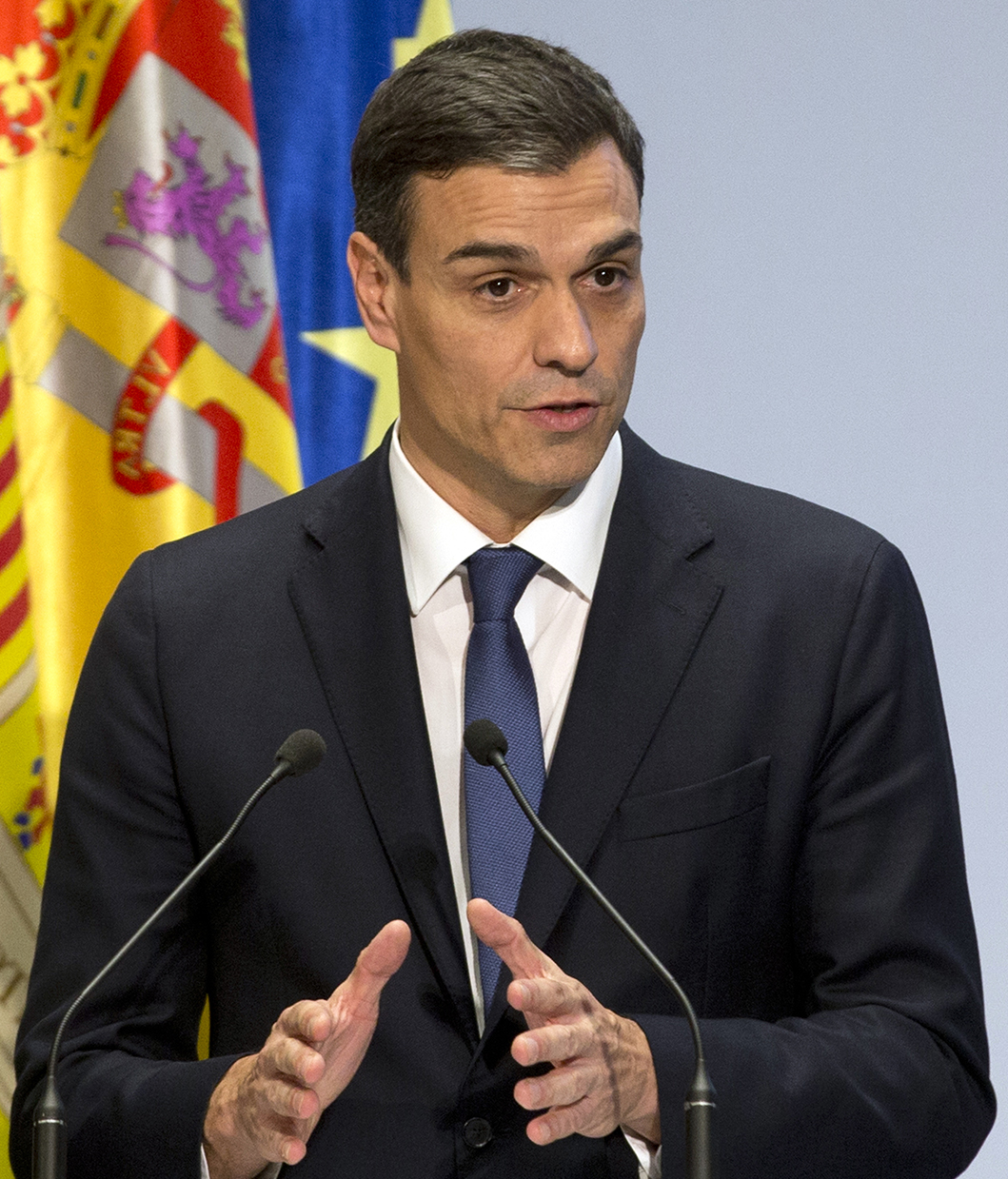
Espagne Pedro Sánchez, Président du gouvernement
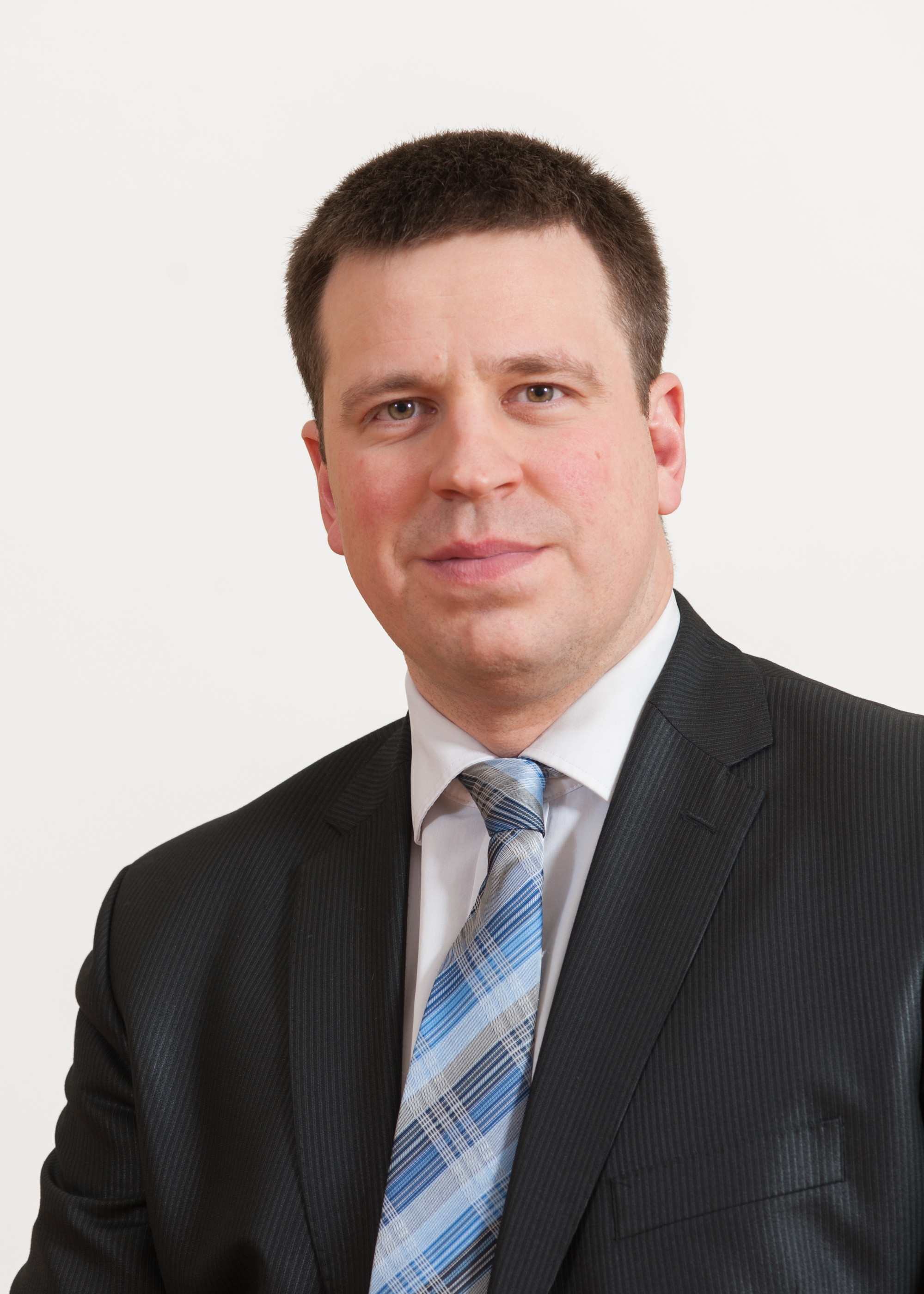
Estonie Jüri Ratas, Premier ministre
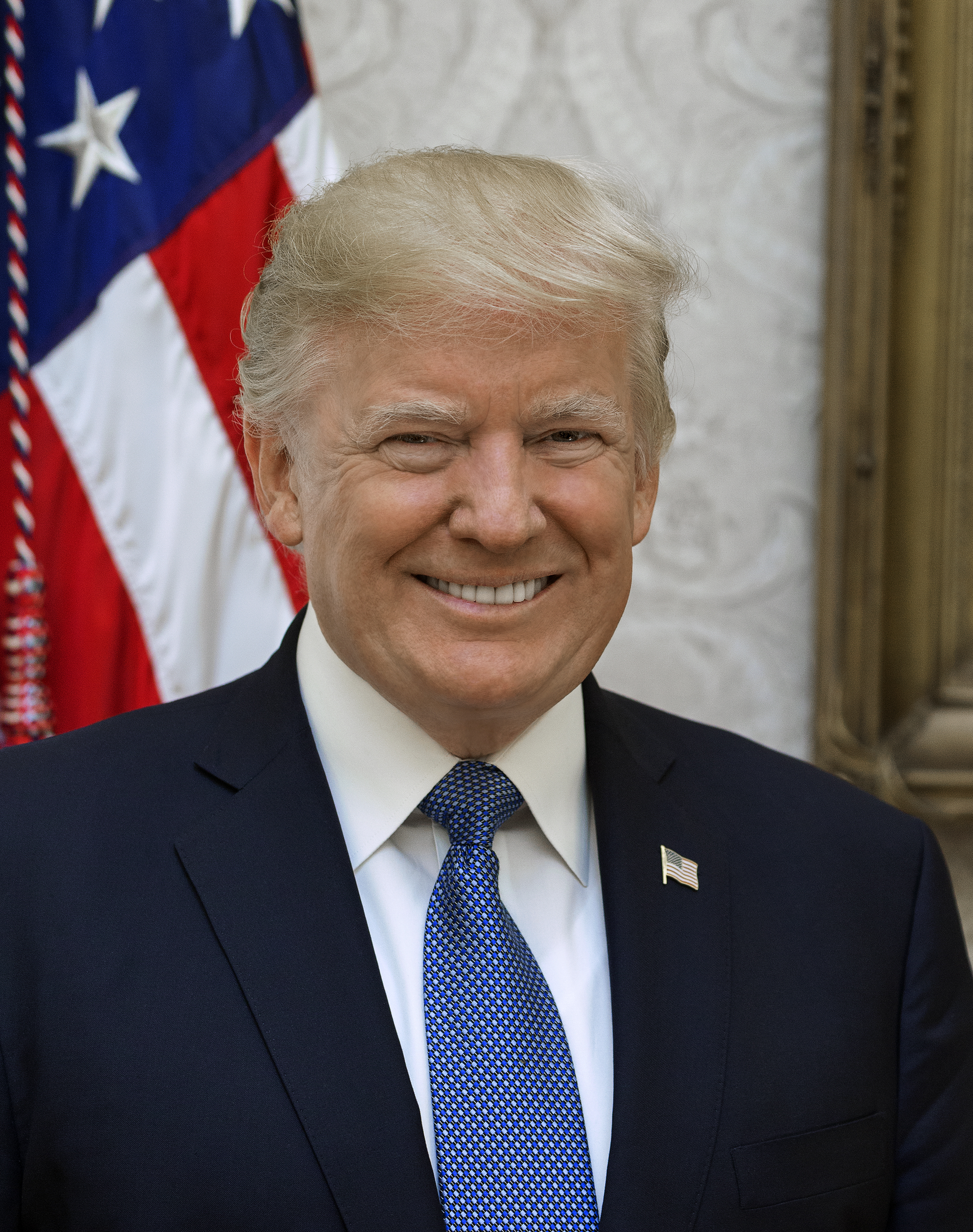
États-Unis Donald Trump, Président
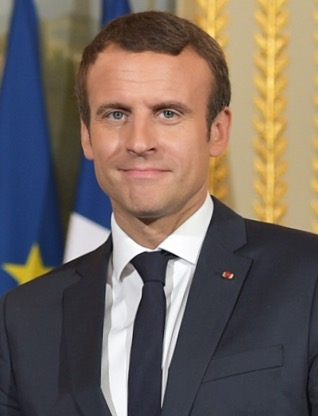
France Emmanuel Macron, Président
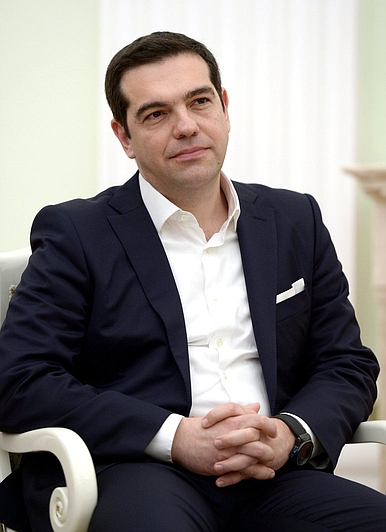
Grèce Alexis Tsipras, Premier ministre
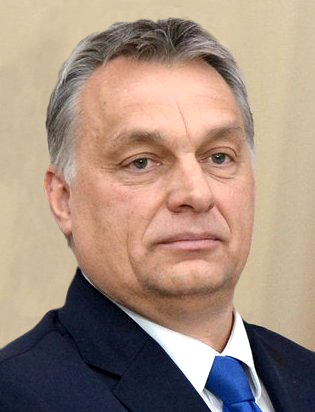
Hongrie Viktor Orbán, Premier ministre
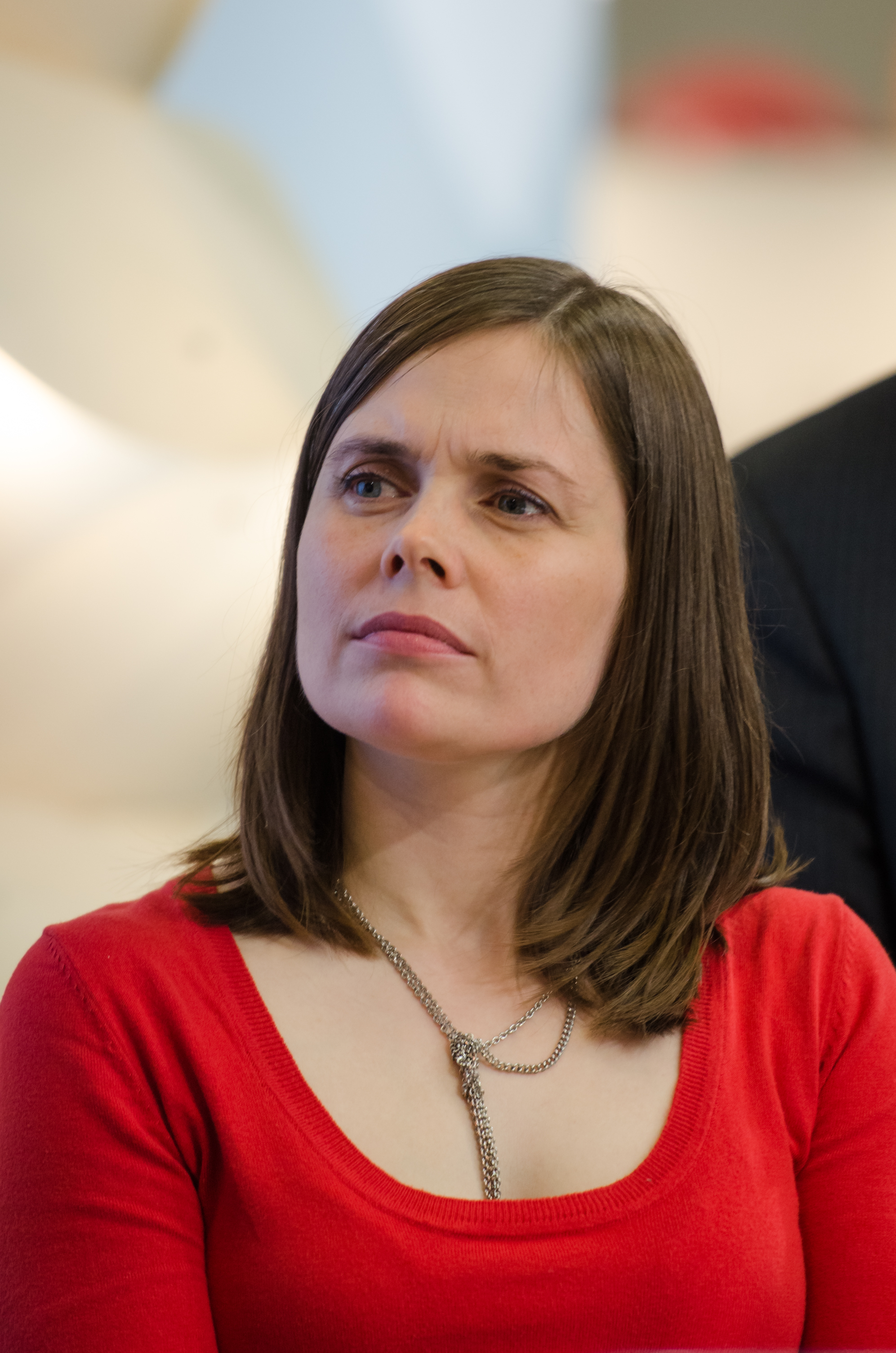
Islande Katrín Jakobsdóttir, Première ministre
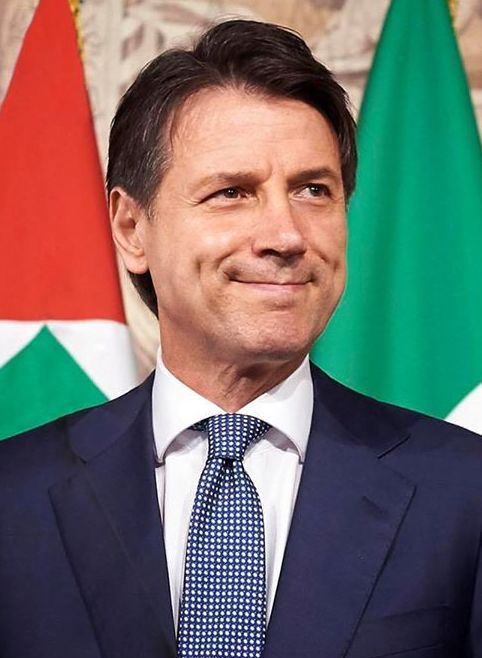
Italie Giuseppe Conte, président du Conseil des ministres
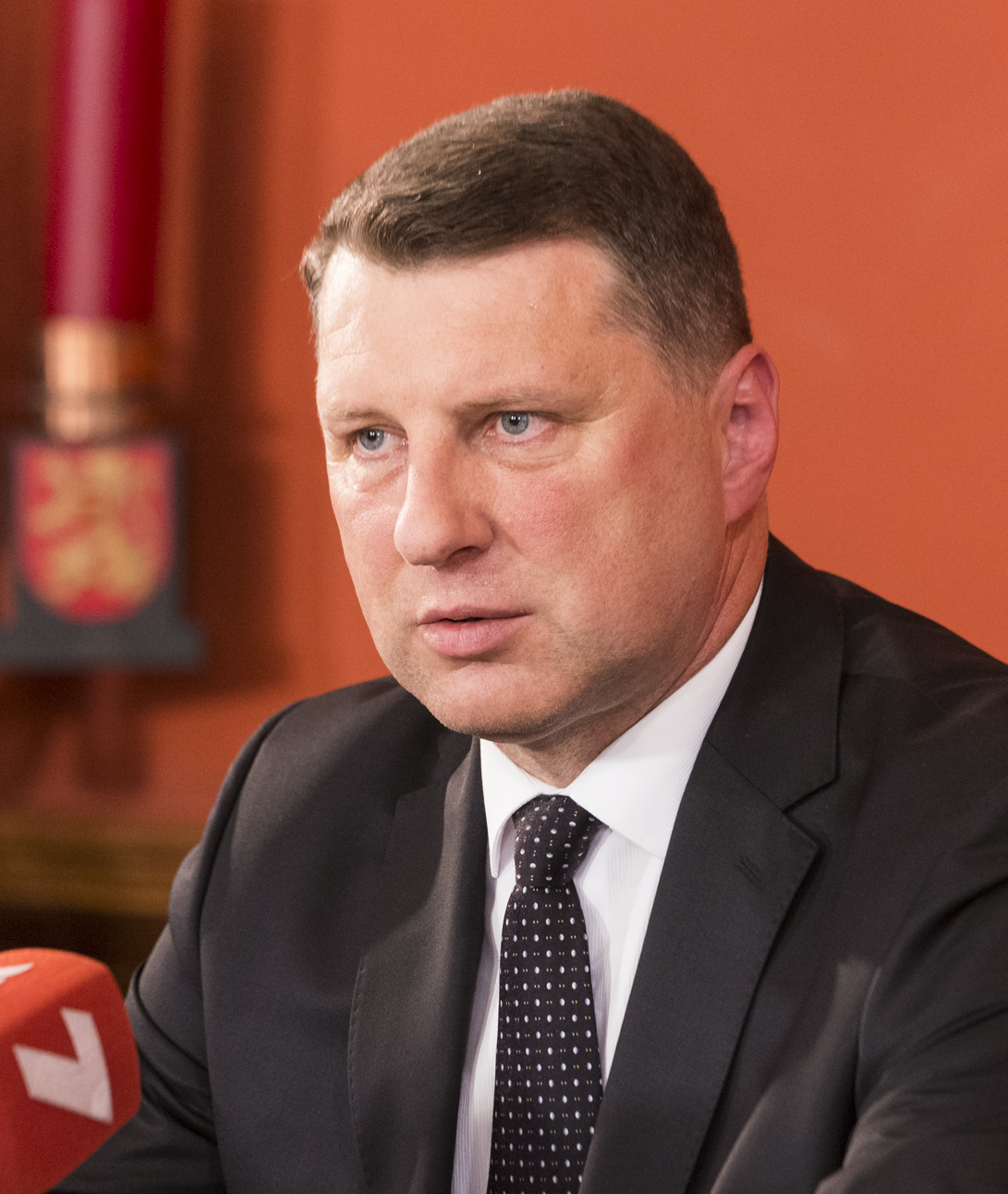
Lettonie Raimonds Vējonis, Président
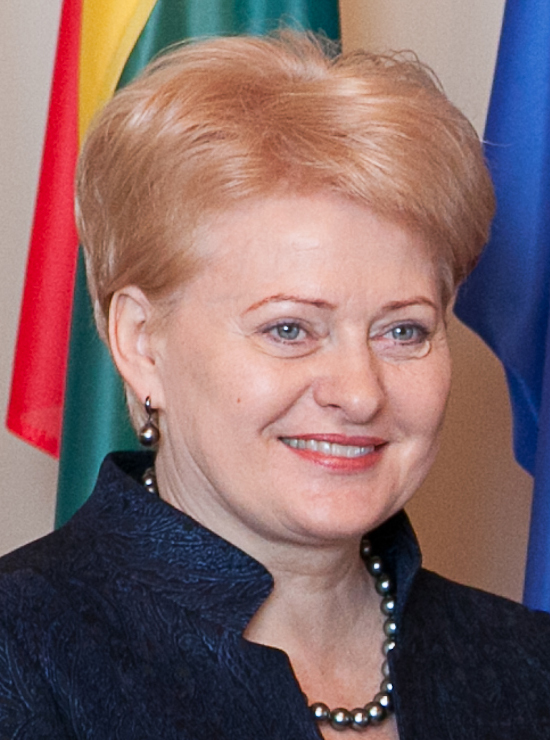
Lituanie Dalia Grybauskaitė, Présidente
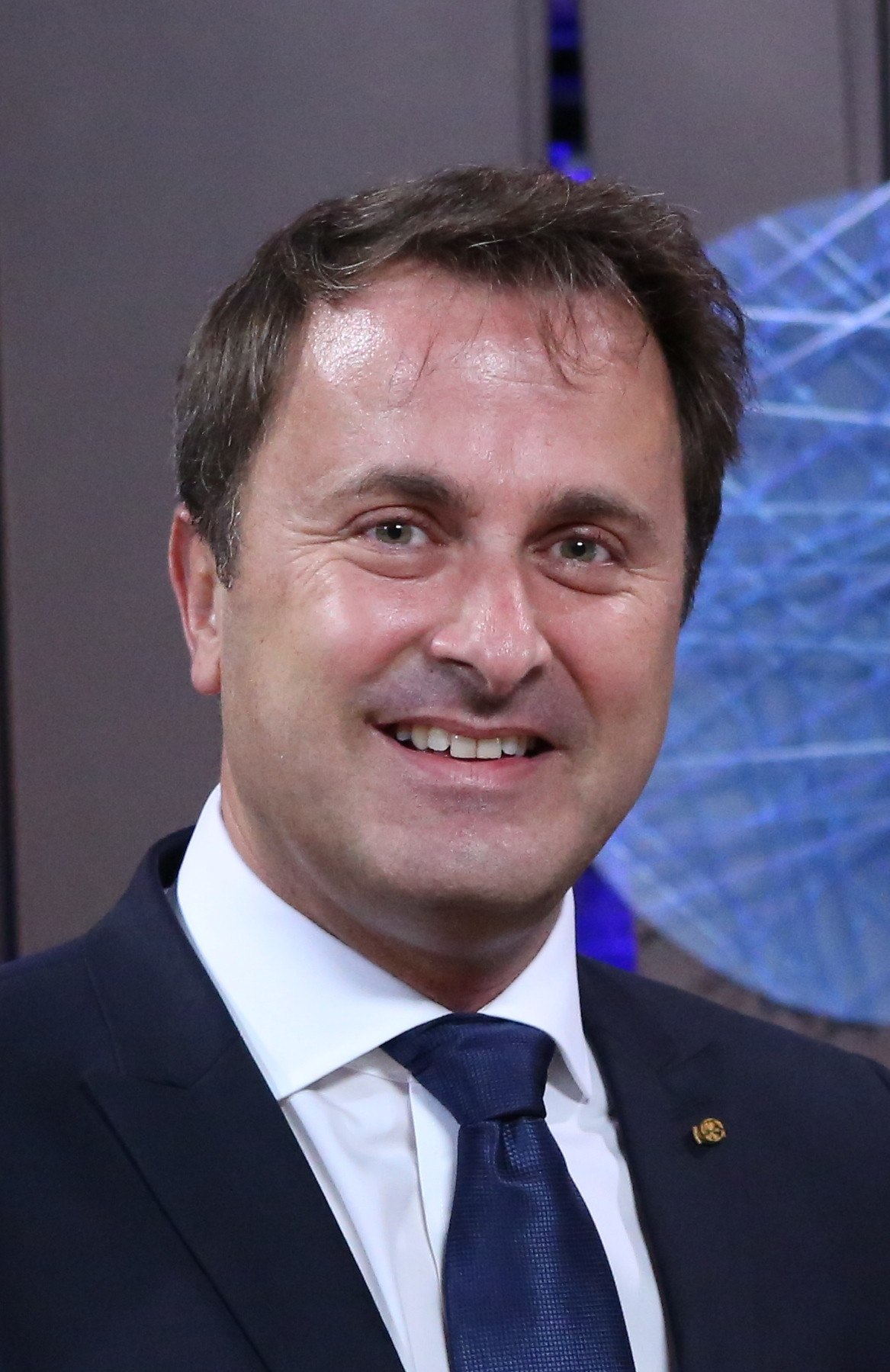
Luxembourg Xavier Bettel, Premier ministre
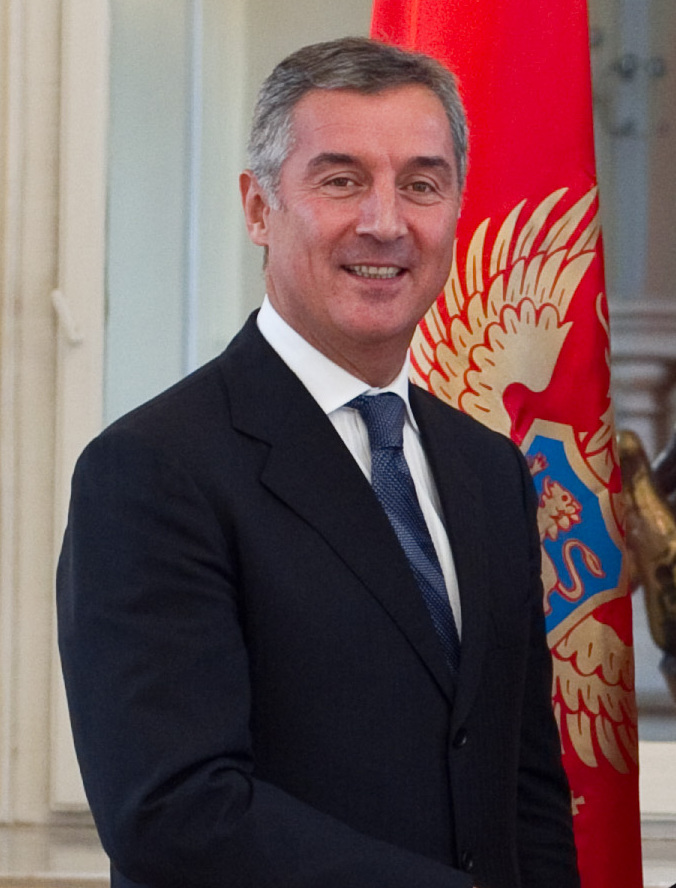
Monténégro Milo Đukanović,  Président
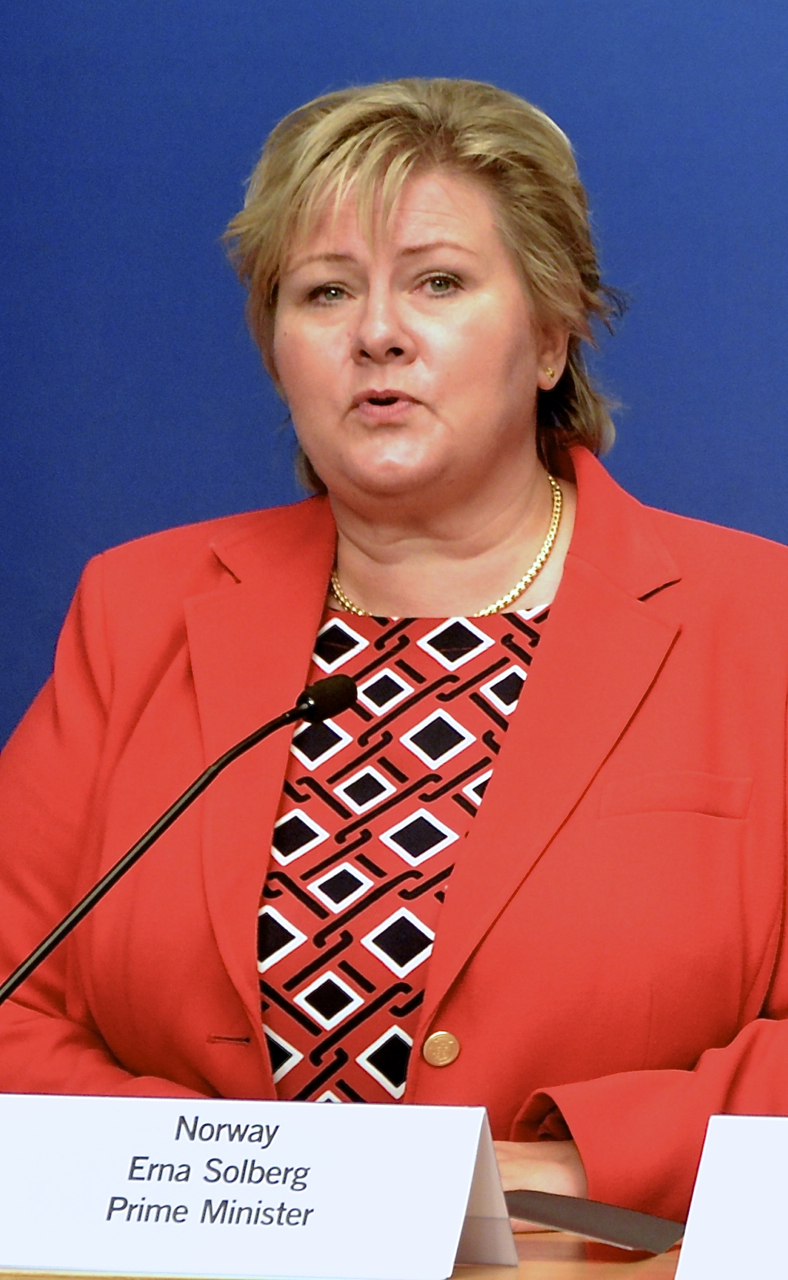
Norvège Erna Solberg, Première ministre
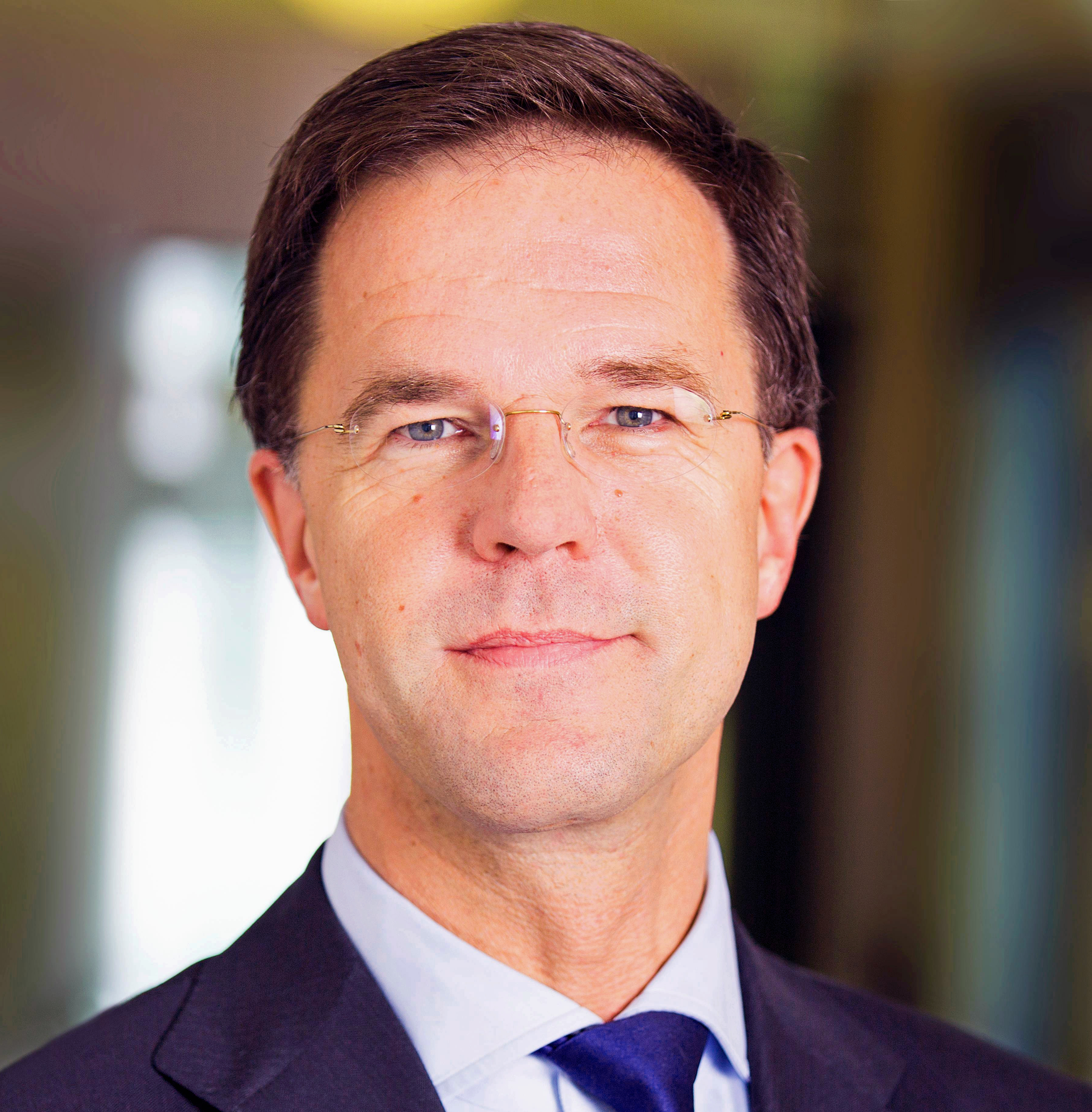
Pays-Bas Mark Rutte, Premier ministre
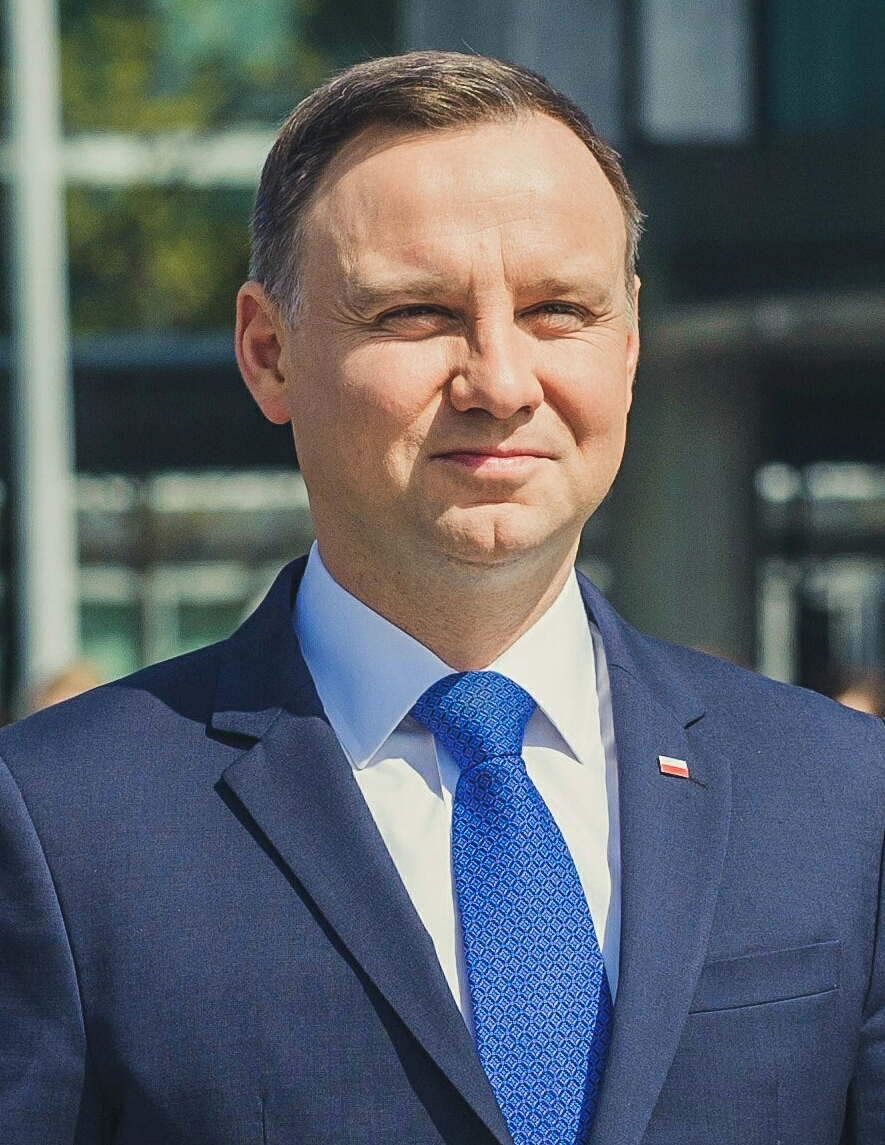
Pologne Andrzej Duda, Président
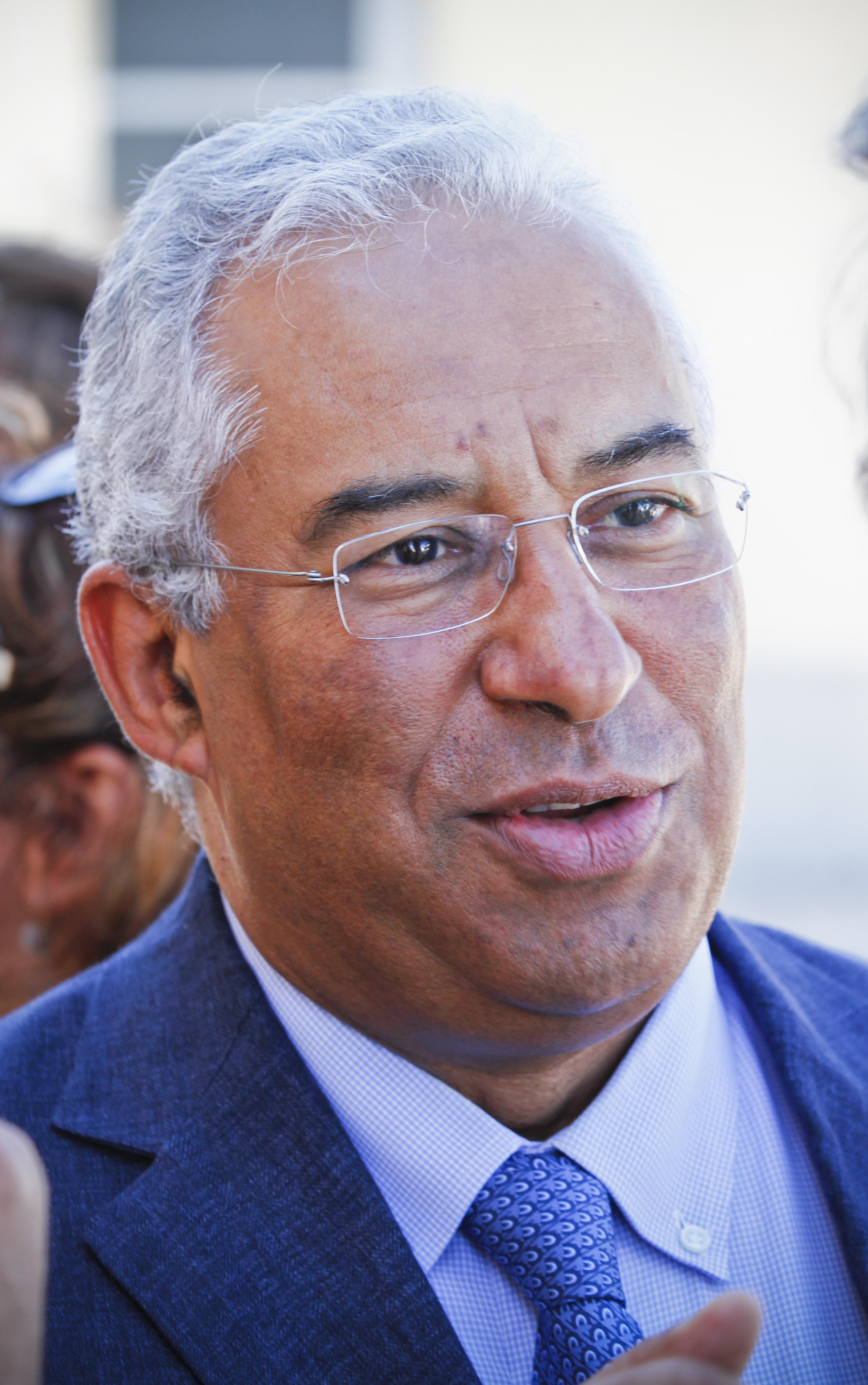
Portugal António Costa, Premier ministre
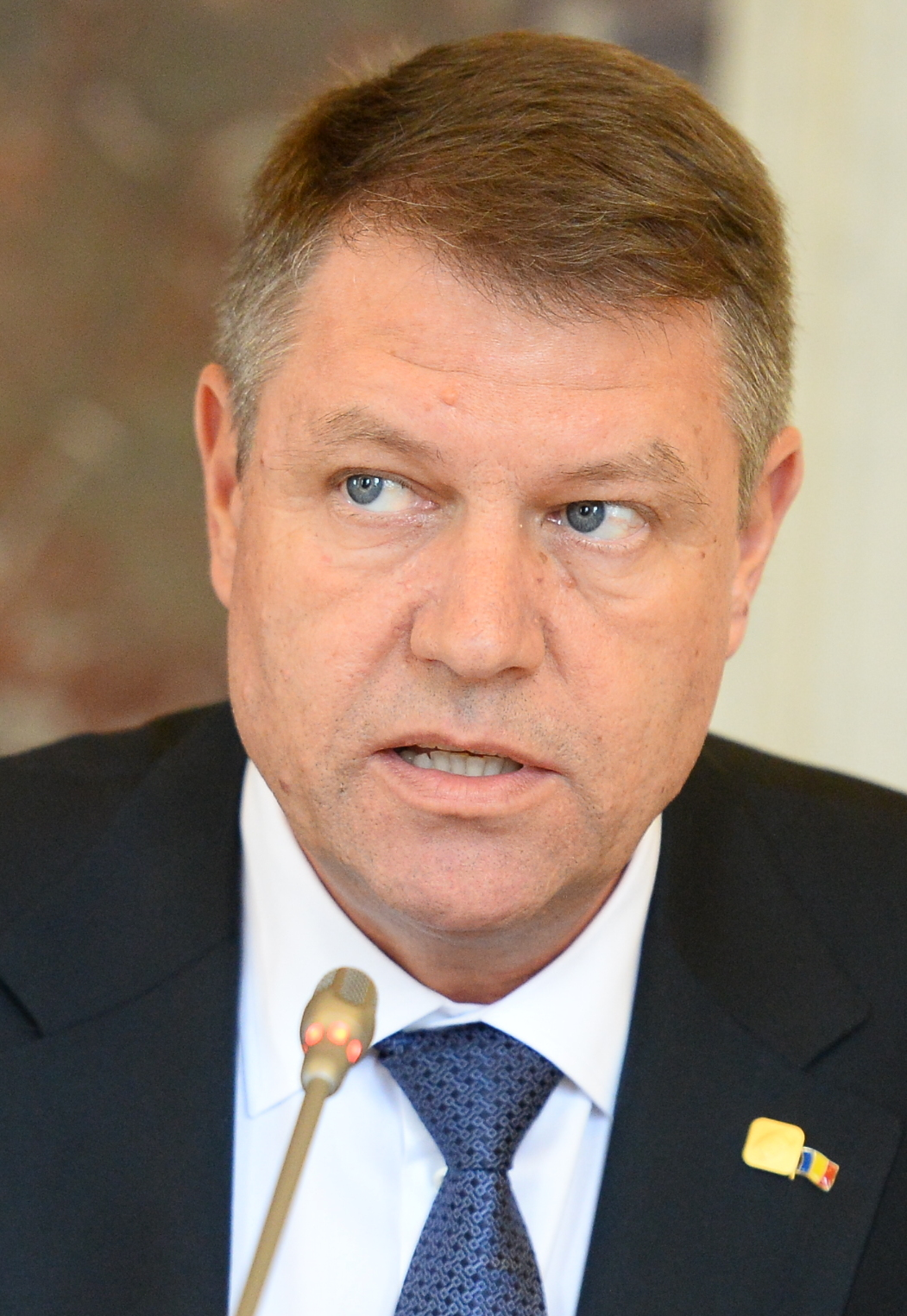
Roumanie Klaus Iohannis, Président
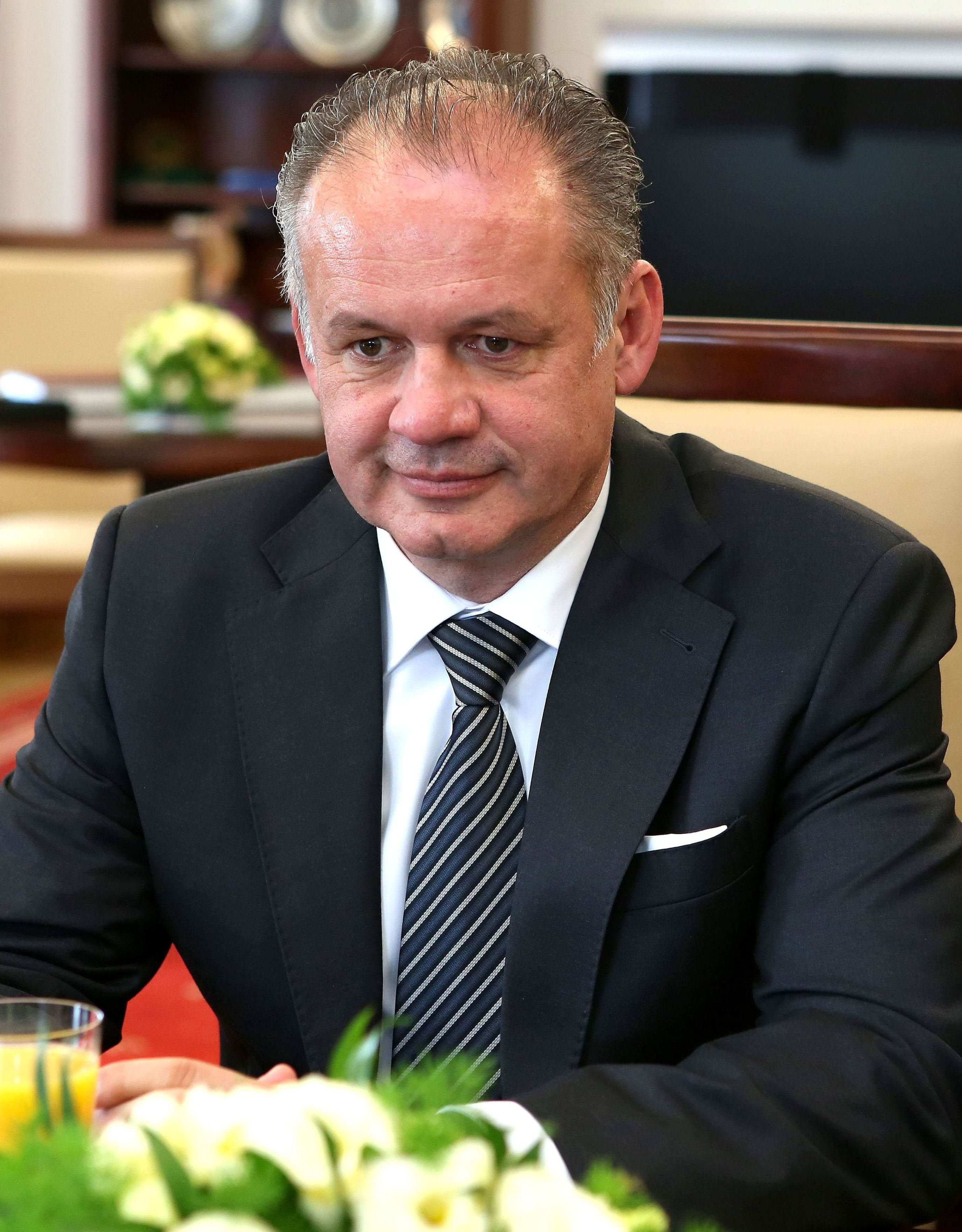
Slovaquie Andrej Kiska, Président
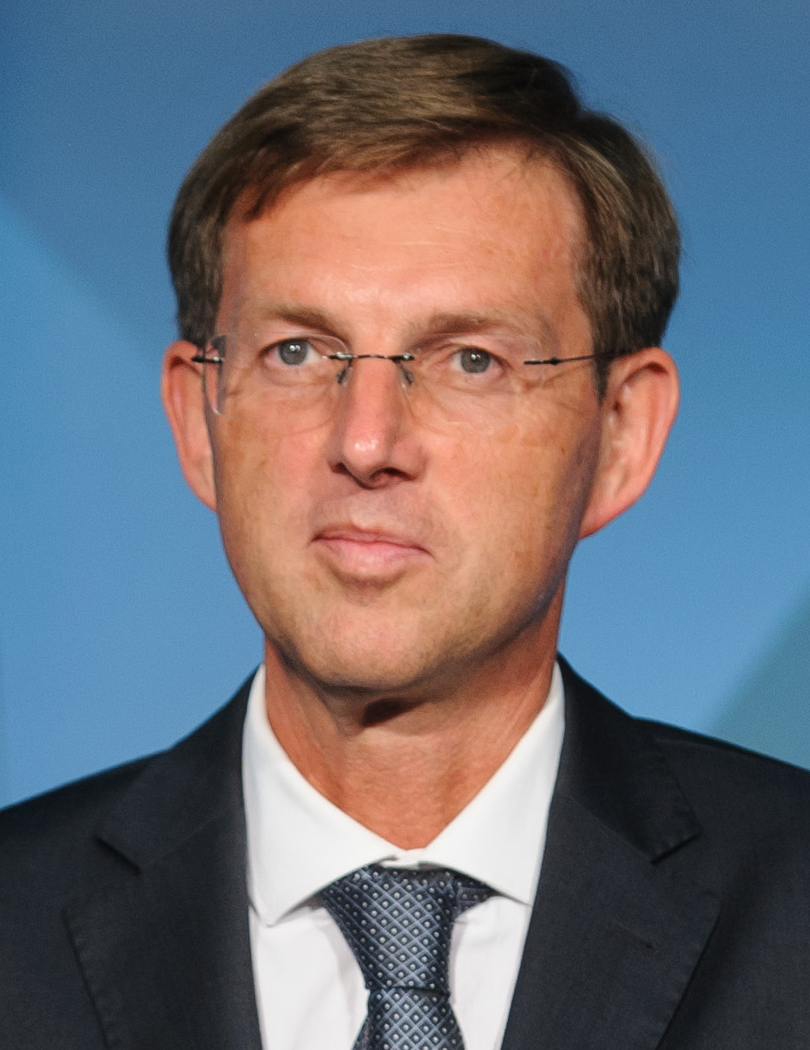
Slovénie Miro Cerar, Président du gouvernement
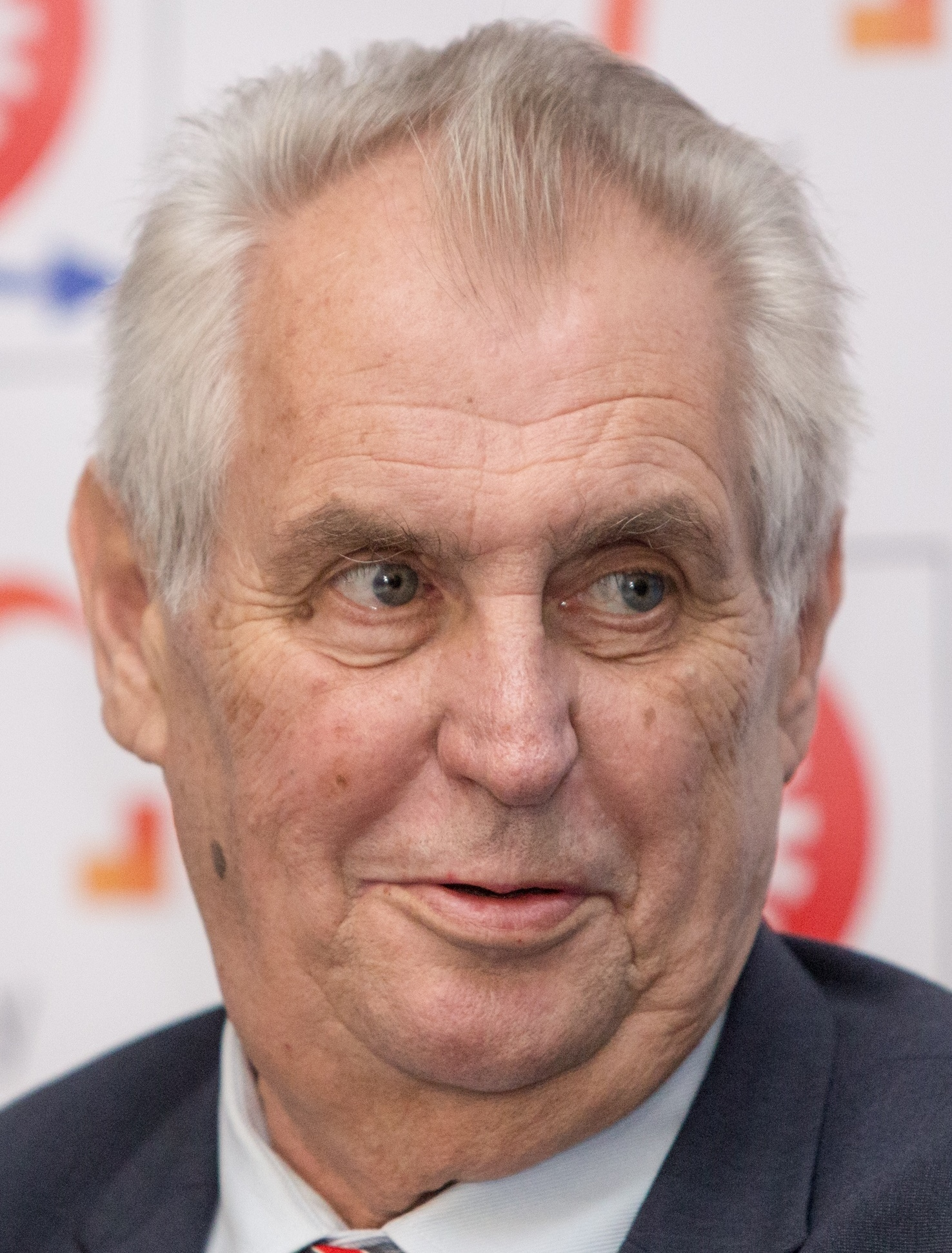
République tchèque Miloš Zeman, Président
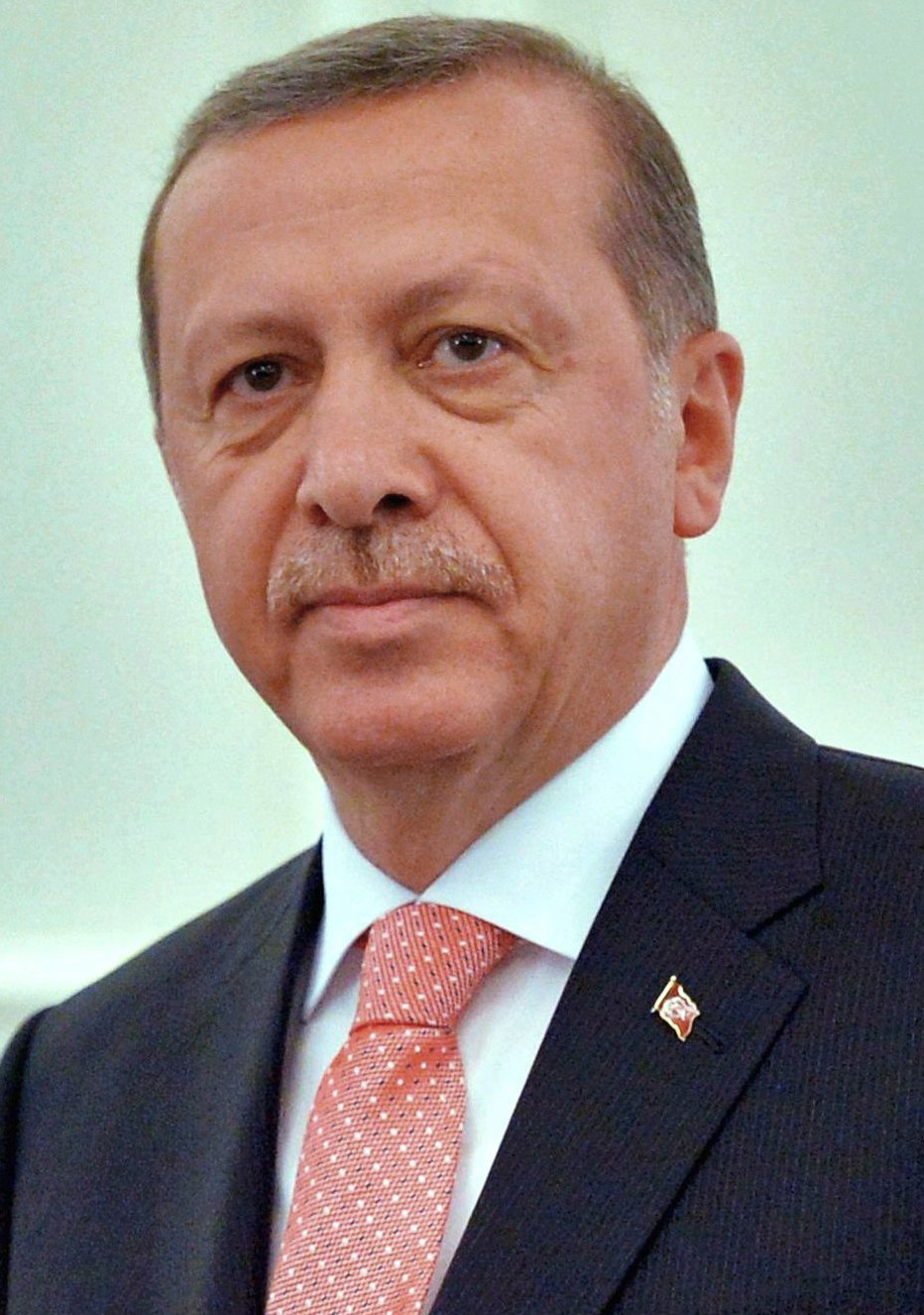
Turquie Recep Tayyip Erdoğan, président

### Pays non membres

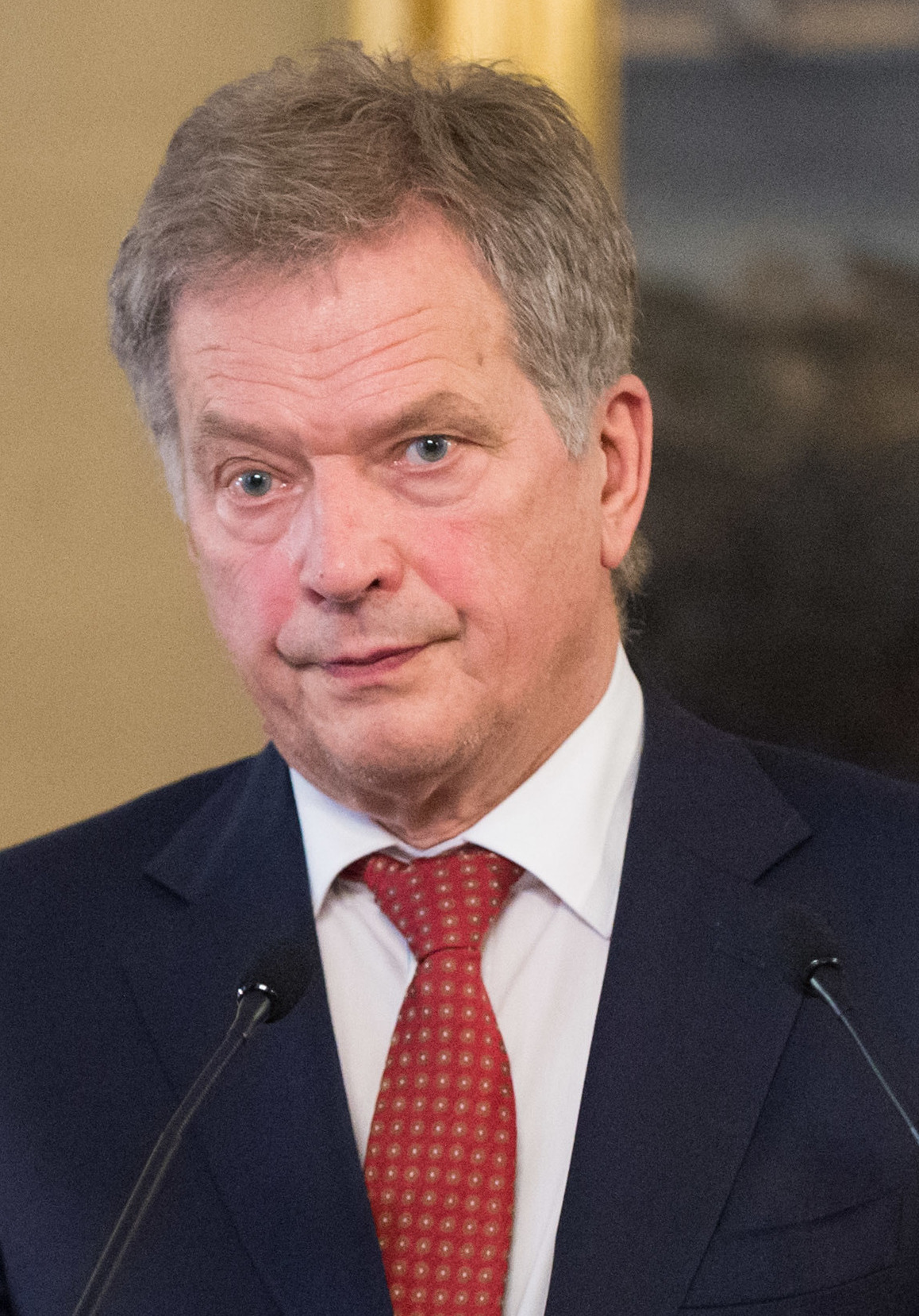
Finlande Sauli Niinistö, Président
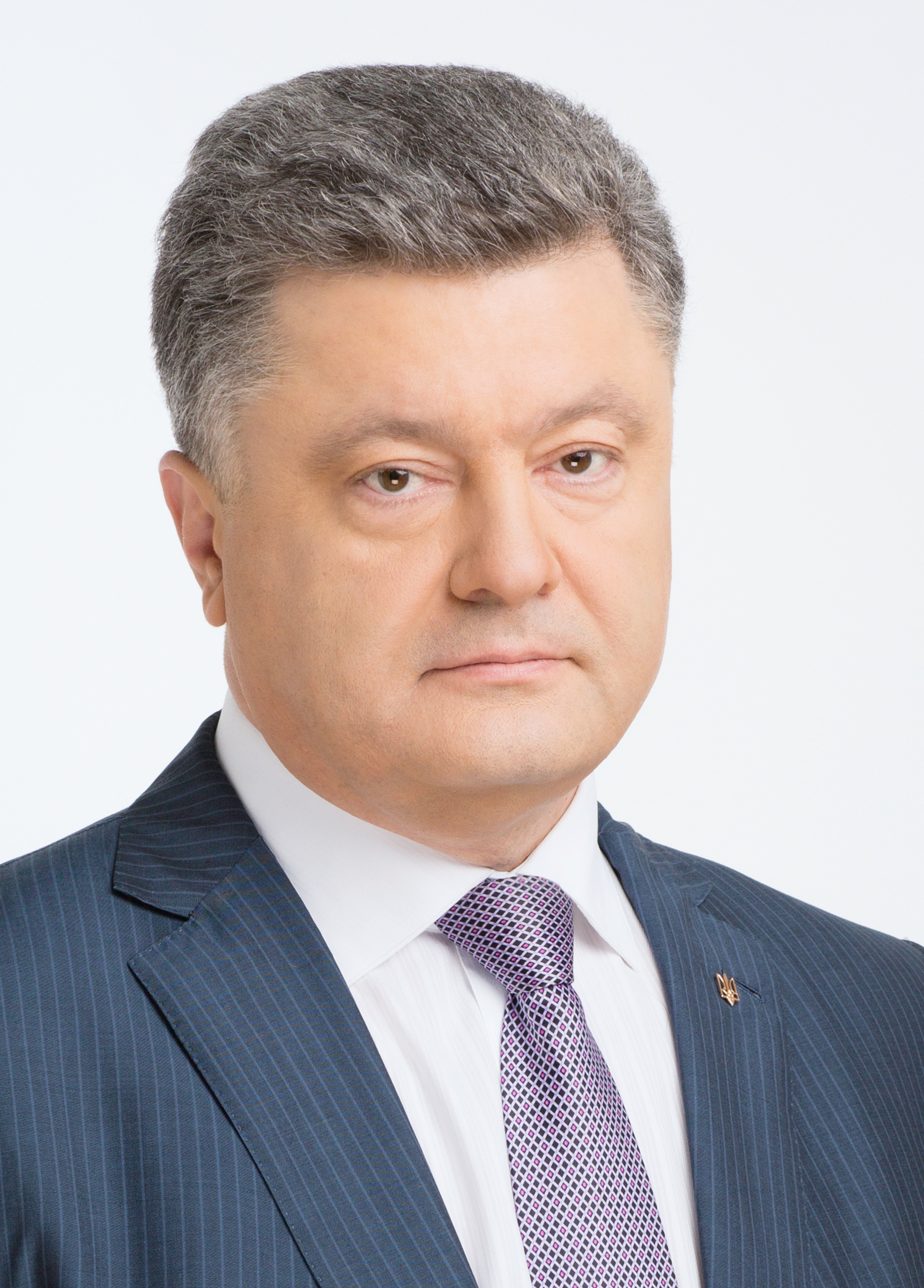
Ukraine Petro Porochenko, Président
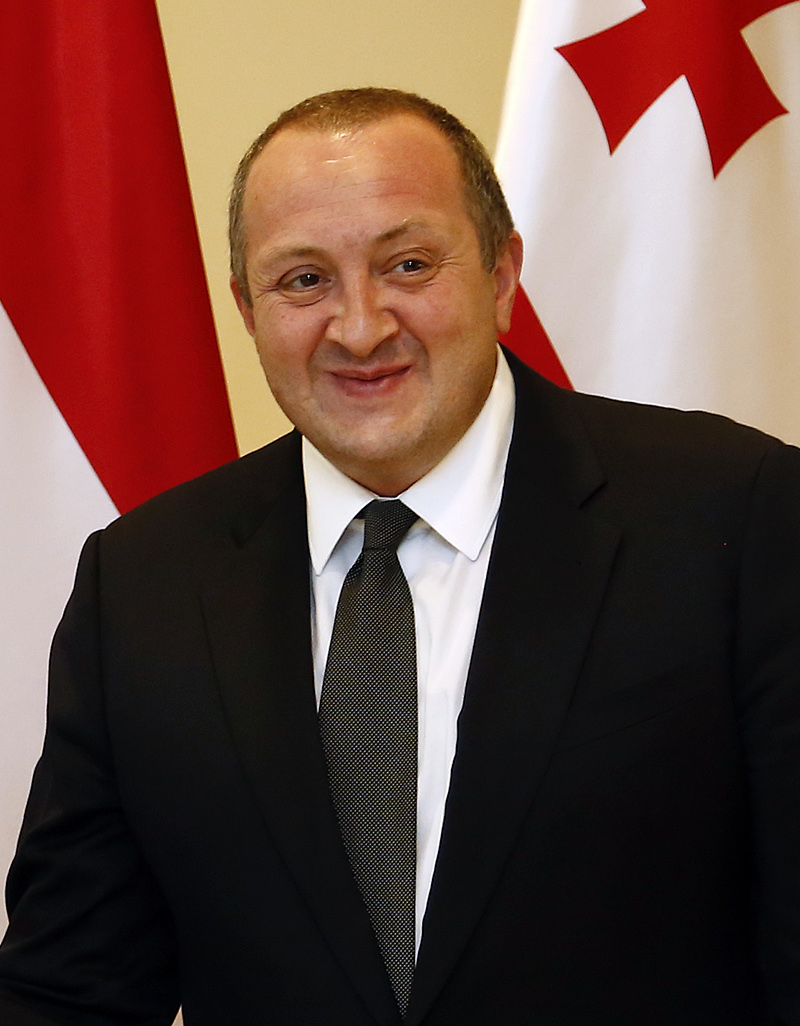
Géorgie Guiorgui Margvelachvili, Président
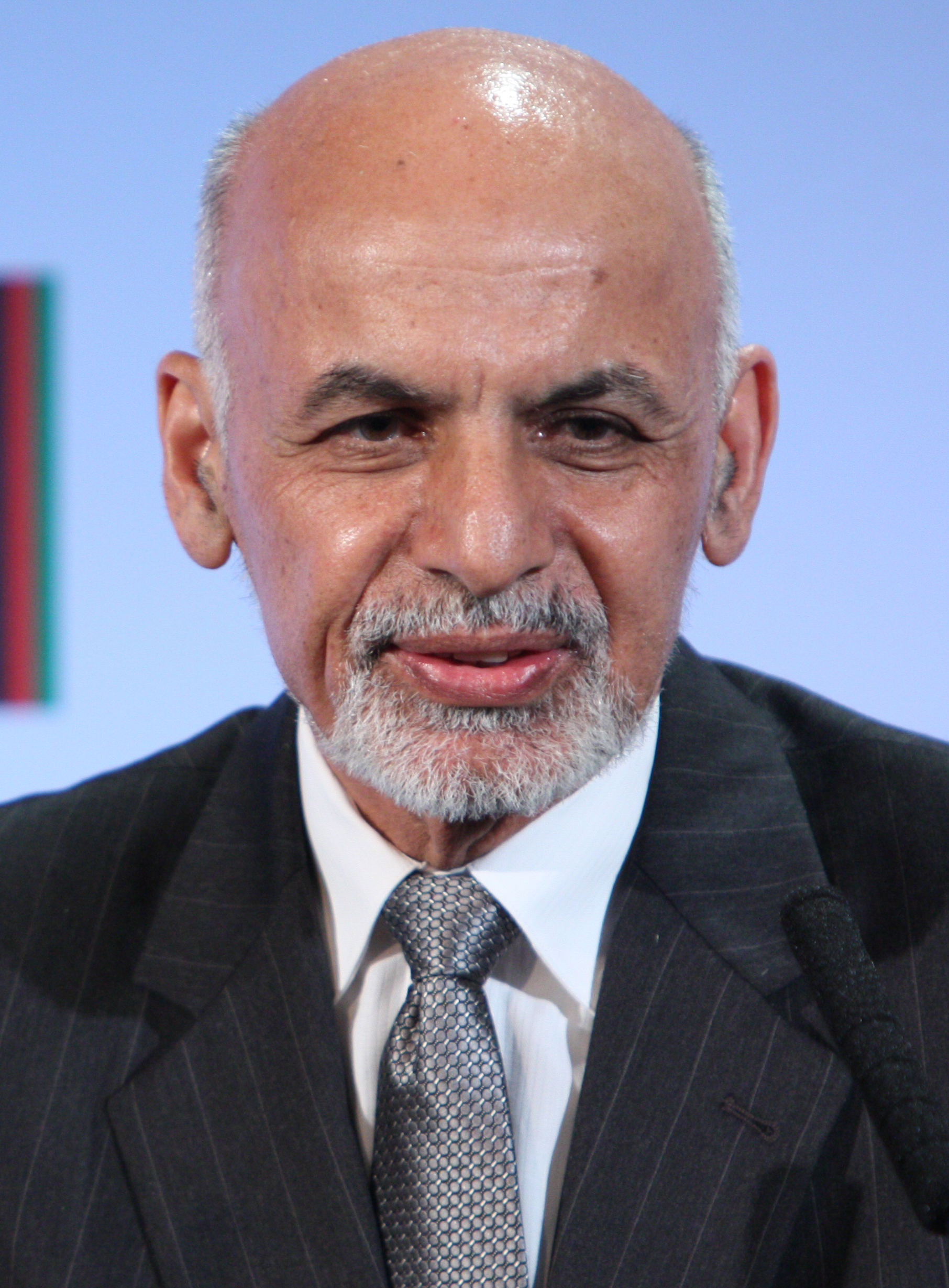
Afghanistan Ashraf Ghani, Président
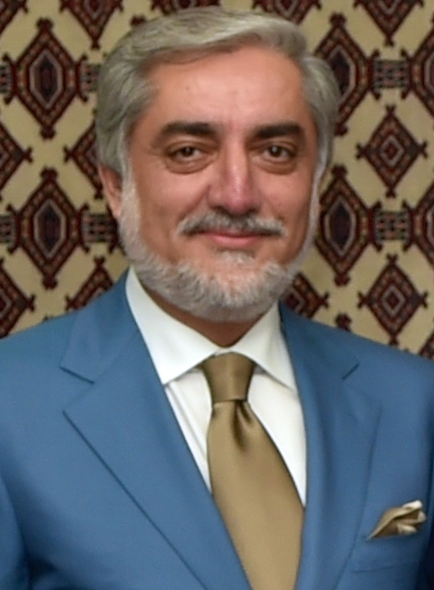
Afghanistan Abdullah Abdullah, Chef de l'exécutif
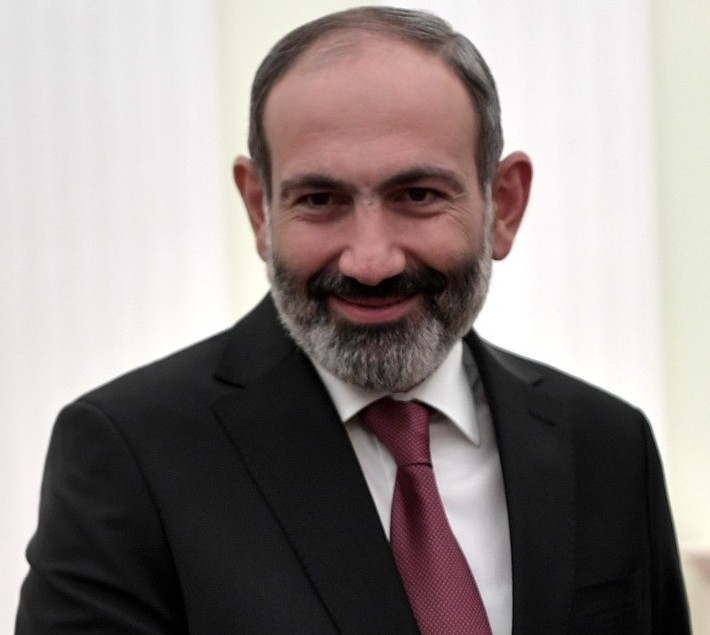
Arménie Nikol Pachinian, Premier ministre
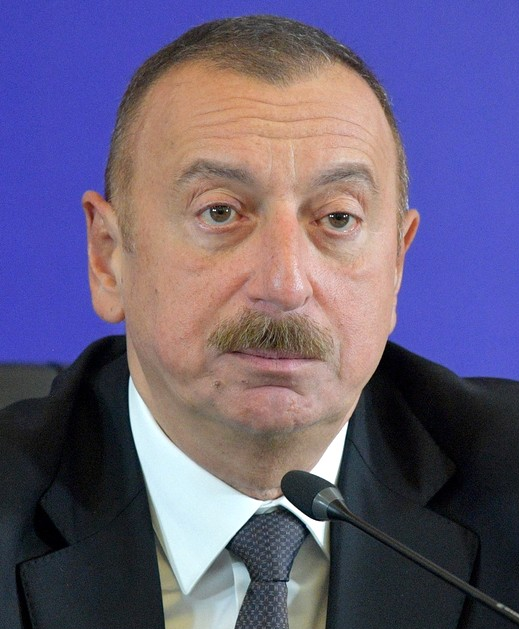
Azerbaïdjan Ilham Aliyev, Président
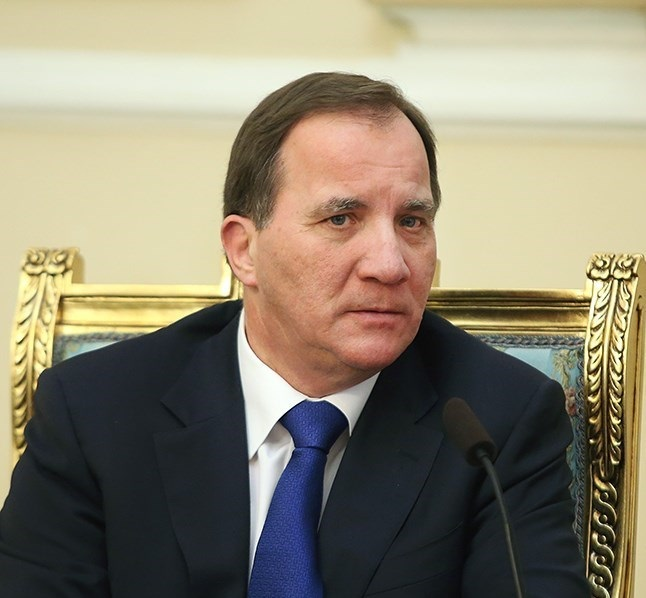
Suède Stefan Löfven, Premier ministre

### Représentants des institutions internationales

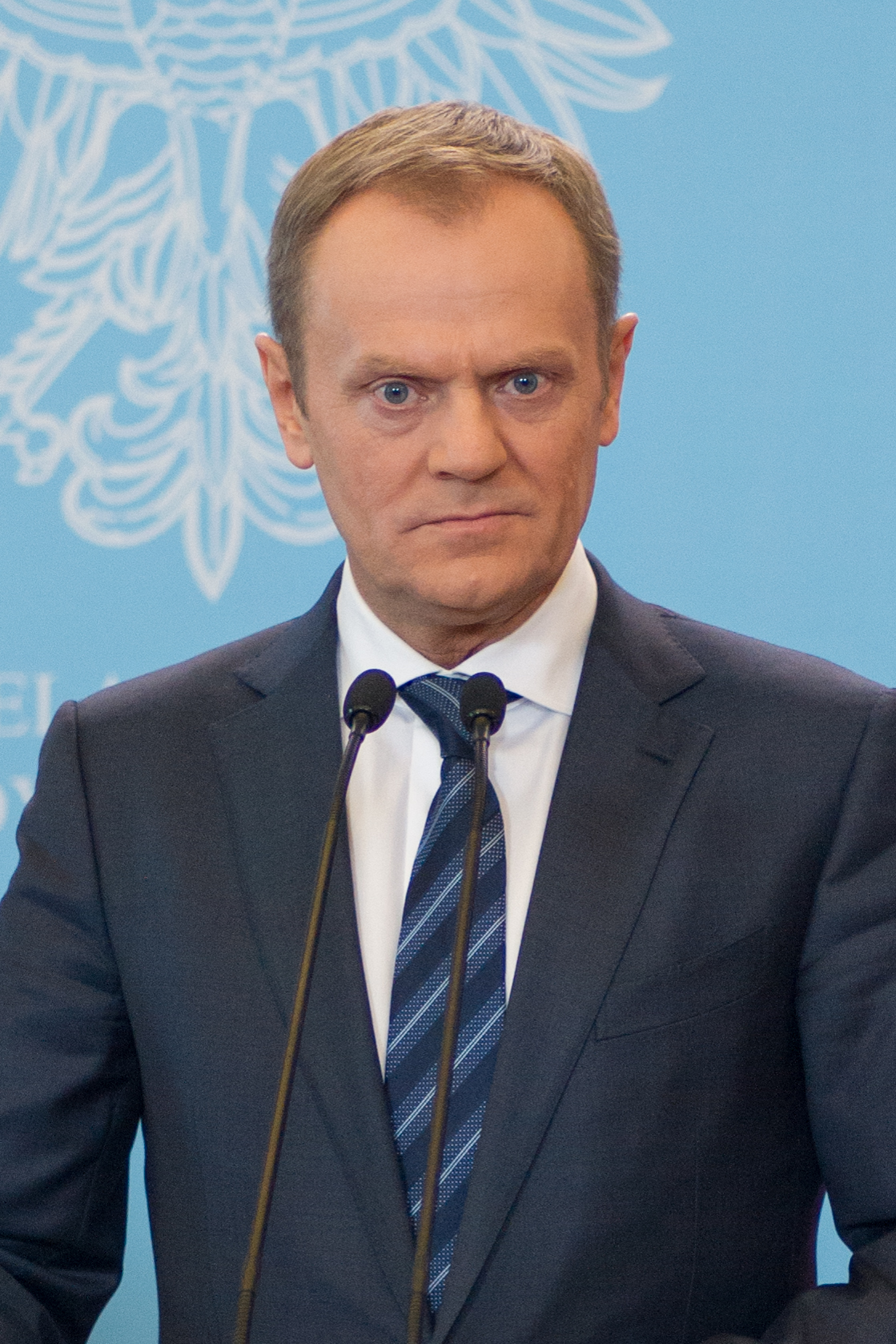
Union européenne Donald Tusk, Président du Conseil européen
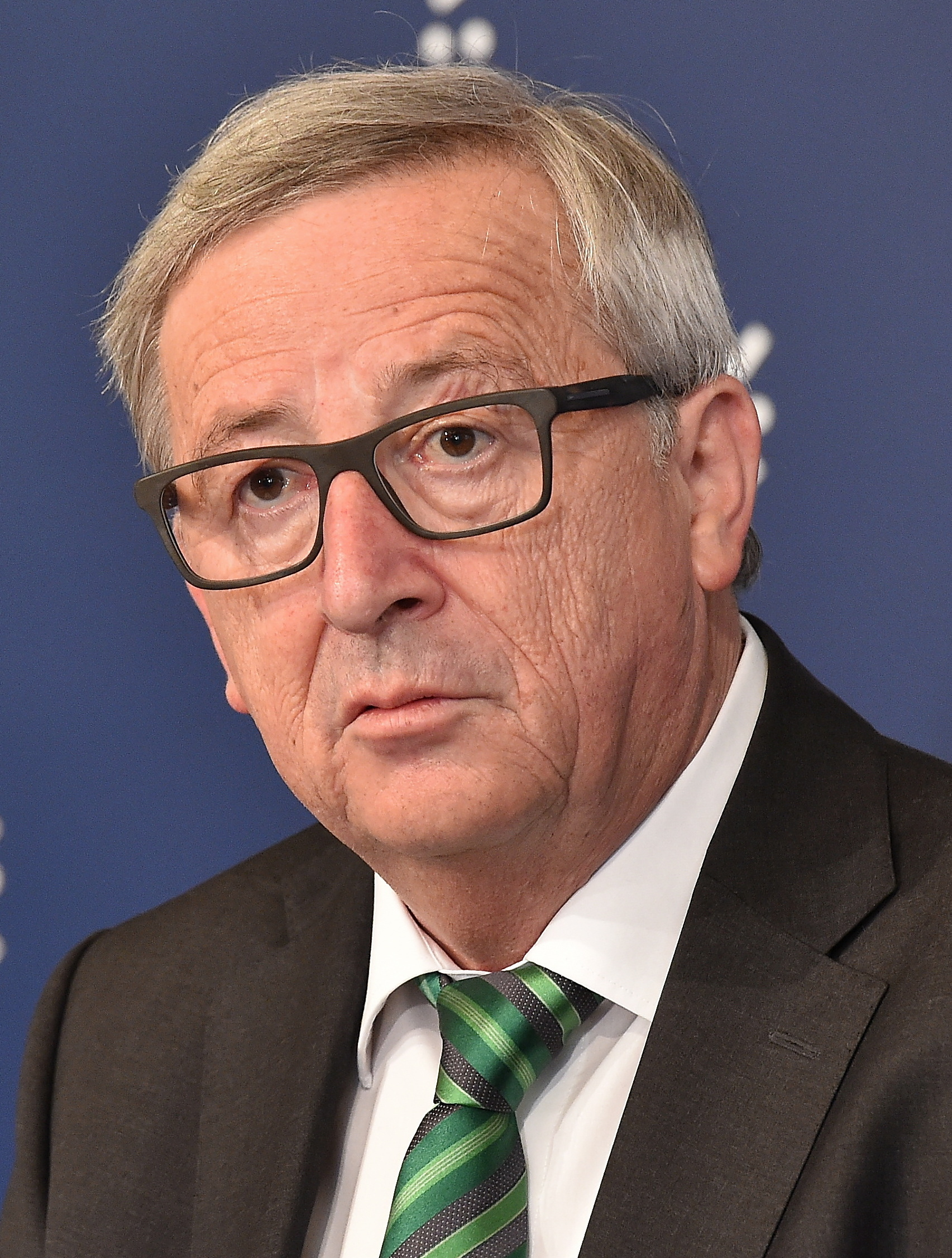
Union européenne Jean-Claude Juncker, Président de la Commission européenne